# Attikai vázafestészet

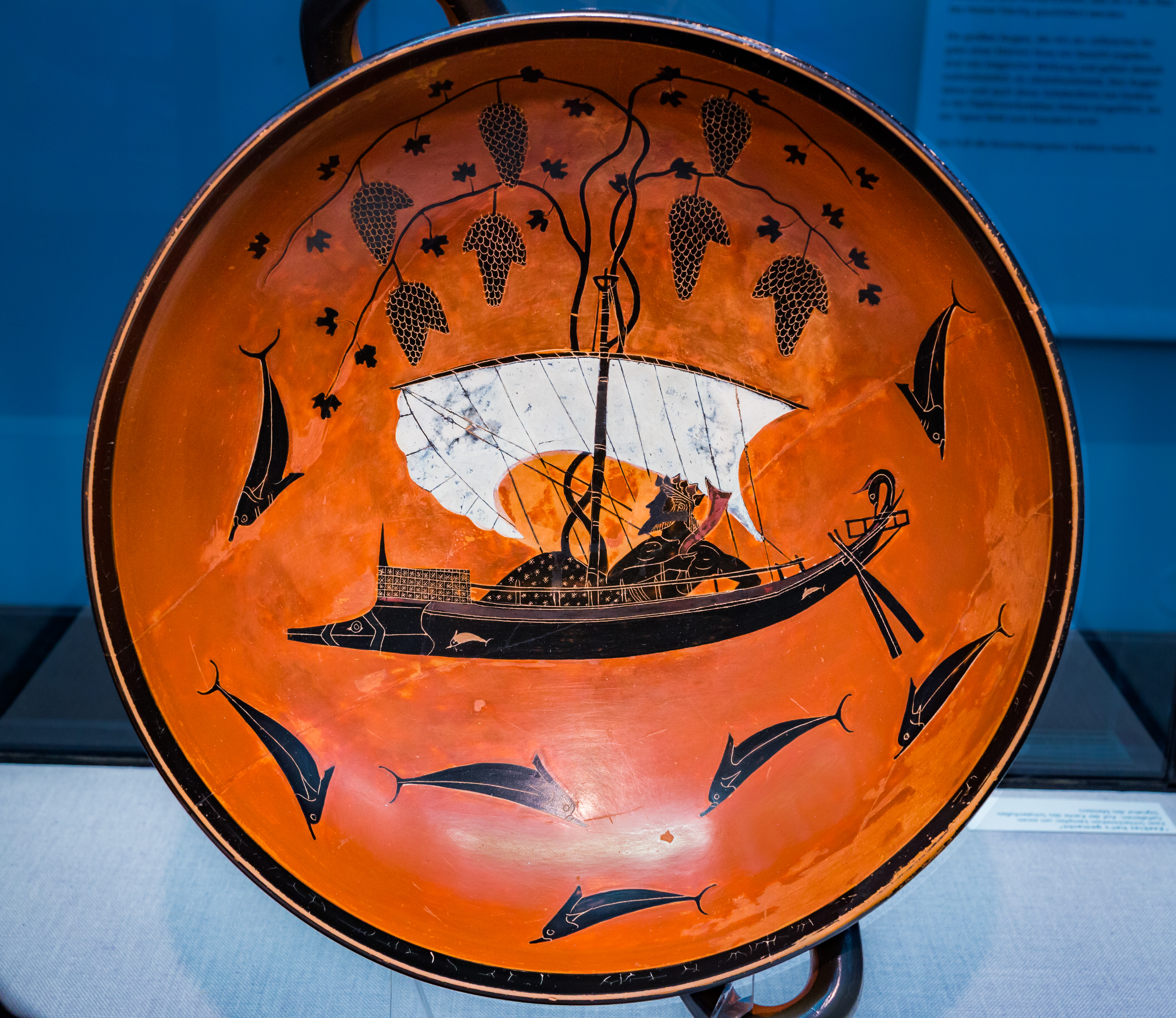
Exékiasz csészéje München

Az attikai vázafestészet az ókori görög vázafestészet egyik helyi változata volt körülbelül i. e. 900 és i. e. 320 között. 
I. e. 900 körül Athén lett az agyagművesség legfontosabb központja. Az itt készült vázák díszítőelemei egyre kidolgozottabbá váltak és megjelentek a lineáris jellegű, rombuszokból, körökből, hullámvonalakból álló frízek. Az i. e. 8. század közepén Athénban az uralkodó osztály sírjaiba nagyméretű kratéreket és amforákat helyeztek, a rajtuk lévő figurális díszítések a század során még sematikusak. Ekkor az attikai művészet még erősen hatott a többi régióra és a Kükládokra viszont a század vége felé Korinthosz vált Görögország legfontosabb kereskedelmi központjává.
Az i. e. 8 – 7 században a Földközi-tenger keleti partjairól érkező hatások alapvető szerepet játszottak a görög művészet fejlődésében, ez az orientalizáló kor. Attika orientalizáló kerámiastílusát protoattikainak nevezik. A korinthoszi kerámiához képest itt ritkábbak voltak a keleti eredetű állatmotívumok inkább az emberi alak állt a középpontban. A protoattikai festésmódot a monumentalitás és a szigorú pontosság jellemezte, az export valamennyire háttérbe szorult, az agyagművesek leginkább helyi használatra készítették termékeiket.
Az i. e. 7. század vége felé kezdtek kísérletezni a Korinthoszból eredő feketealakos technikával. Az ekkoriban népszerű edényformák nagyméretűek, öblös testükön nagyobb és részletesebb festményeket lehetett elhelyezni, majd az i. e. 6. század elején előtérbe kerültek a kisebb méretű edények. Ebben a korban a díszített ivócsészék többféle típusa alakult ki, köztük a kómosz-csészék, a siana-csészék és az úgynevezett kismesterek csészéi. (A kómoszok meztelen vagy vörös tunikát viselő táncosok.) A század első harmadában volt aktív Szophilosz, a legkorábbi ismert vázafestő aki szignálta alkotásait. A Peiszisztratosz idejében fellendülő gazdaság és kereskedelem lehetővé tette, hogy az attikai kerámia egyeduralkodóvá váljon. A kor három legkiemelkedőbb vázafestője a század közepén alkotó Amaszisz, Exékiasz és Lüdosz volt.
Az i. e. 6. század utolsó harmadában kezdtek kísérletezni a vörösalakos technikával. E módszer lényege, hogy az edény felületét feketére festették, az alakokat pedig festetlenül hagyták, a részleteket fekete, ecsettel húzott vonalakkal érzékeltették. Az új festési módot elsőként az Andokidész-festő alkalmazta. Az i. e. 6. század utolsó két évtizedében működött az úgynevezett Úttörő festőcsoport amelynek tagjai, többek között Euphroniosz, Euthüdimész, Szmükrosz szignálták alkotásaikat, időnként egymásnak szóló megjegyzésekkel egészítették ki az ábrázolásokat.
Az i. e. 5. század vége felé új festésmódokat dolgoztak ki. Így jött létre a fehéralapos technika, amely különböző földfestékek használatával változatos színárnyalatok ábrázolását tette lehetővé. Ezt a fehér alapon polikróm ábrázolásmódot leginkább az illatos olajok tárolására szolgáló, henger alakú temetési vázák díszítésénél alkalmazták. A vörösalakos ábrázolások idővel fokozatosan vesztettek művészi színvonalukból és i. e. 320 körül az athéni fazekasműhelyek teljesen felhagytak a vörösalakos edények készítésével.

## Háttér

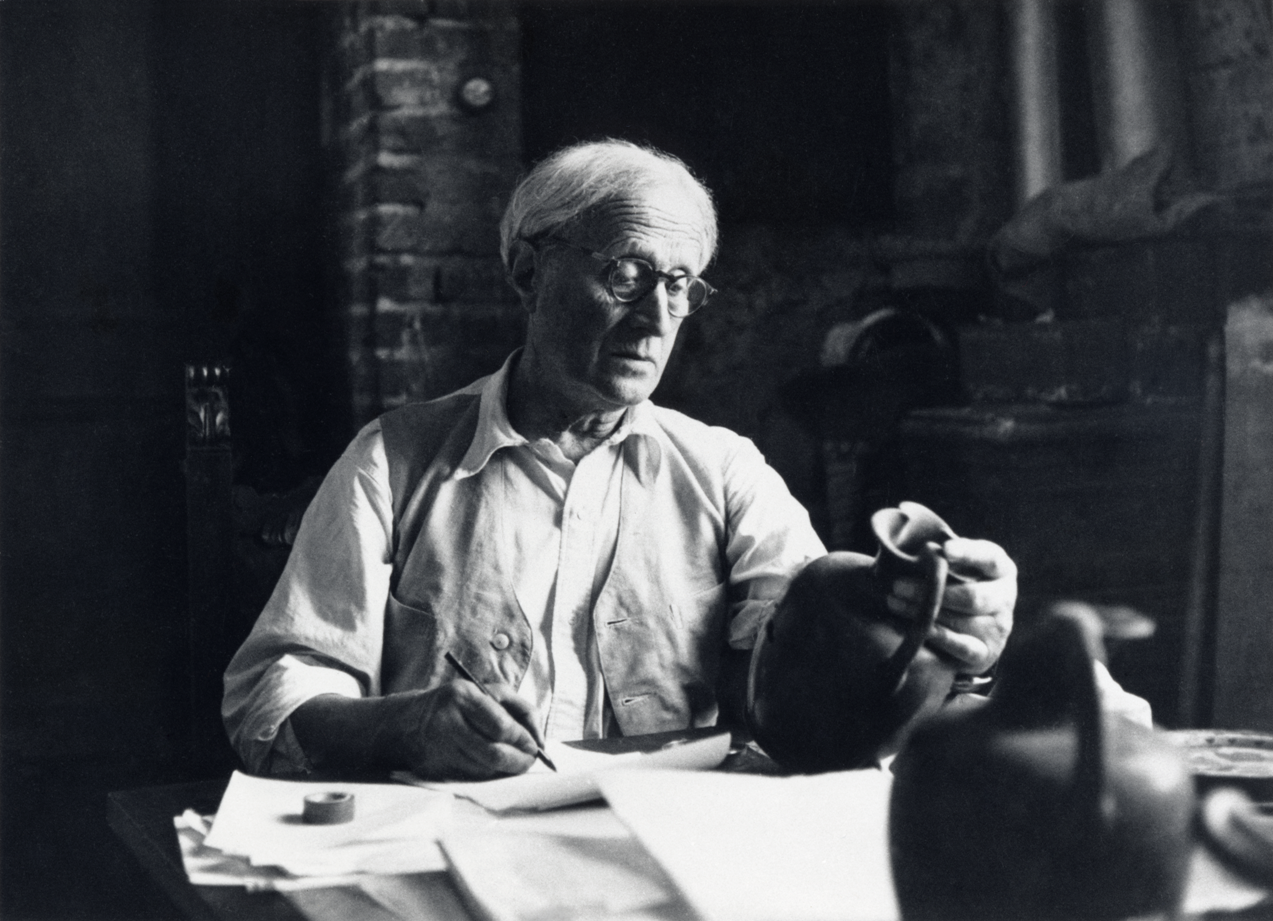
John Davidson Beazley

Az athéni feketealakos és vörösalakos vázákat elsőként John Davidson Beazley (1885-1970) oxfordi tudós rendszerezte. A korábbi, főleg német kutatókkal ellentétben nem csak a szignált és/vagy kiemelkedő művészi értékű vázákat vizsgálta, hanem az összeset amihez hozzáfért. Körülbelül ötszáz vázafestőt, fazekast, csoportot és műhelyt különített el az edények formája, díszítése és alakja alapján. A legtöbb esetben a festők neve nem ismert, ezért Beazley jellegzetes festési módszerükről (Kinyújtott könyökök festője), jelentős alkotásuk jelenlegi őrzési helyéről (Berlini festő), a fazekas nevéről akinek dolgoztak (Amaszisz-festő), vagy gyakran előforduló ábrázolásukról (Pán-festő) nevezte el őket. Később számos kutató folytatta módszerét és hasonló módon nevezték el az újabban elkülönített alkotókat, beillesztve őket a Beazley által felállított keretekbe.
A fekete- és vörösalakos vázák magas vastartalmú agyagból készültek kemencében vörösre égetve. A vörös festékanyag ugyanebből az agyagból készült vízzel hígítva. Ez a festék vastagon felhordva domborműszerű hatást keltett. A feketealakos technika alkalmazásakor megrajzolták az alakot, a körvonalakat fekete festékkel töltötték ki majd a részleteket a festékbe karcolták. Vörösalakos technika esetében a körberajzolták az alakot, a részleteket vonalakkal jelezték, majd fekete festékkel töltötték ki a hátteret. További részleteket adhattak hozzá fehér, vörös és bíbor festékkel. Az edények végső színüket háromlépcsős égetési eljárással nyerték el amikor a vékonyabb festékréteg megolvadt és ez megakadályozta a vas oxidálódását. Így a díszítés megőrizte fekete és fehér színét, míg az agyag test narancsvörössé változott.

## Protogeometrikus kor

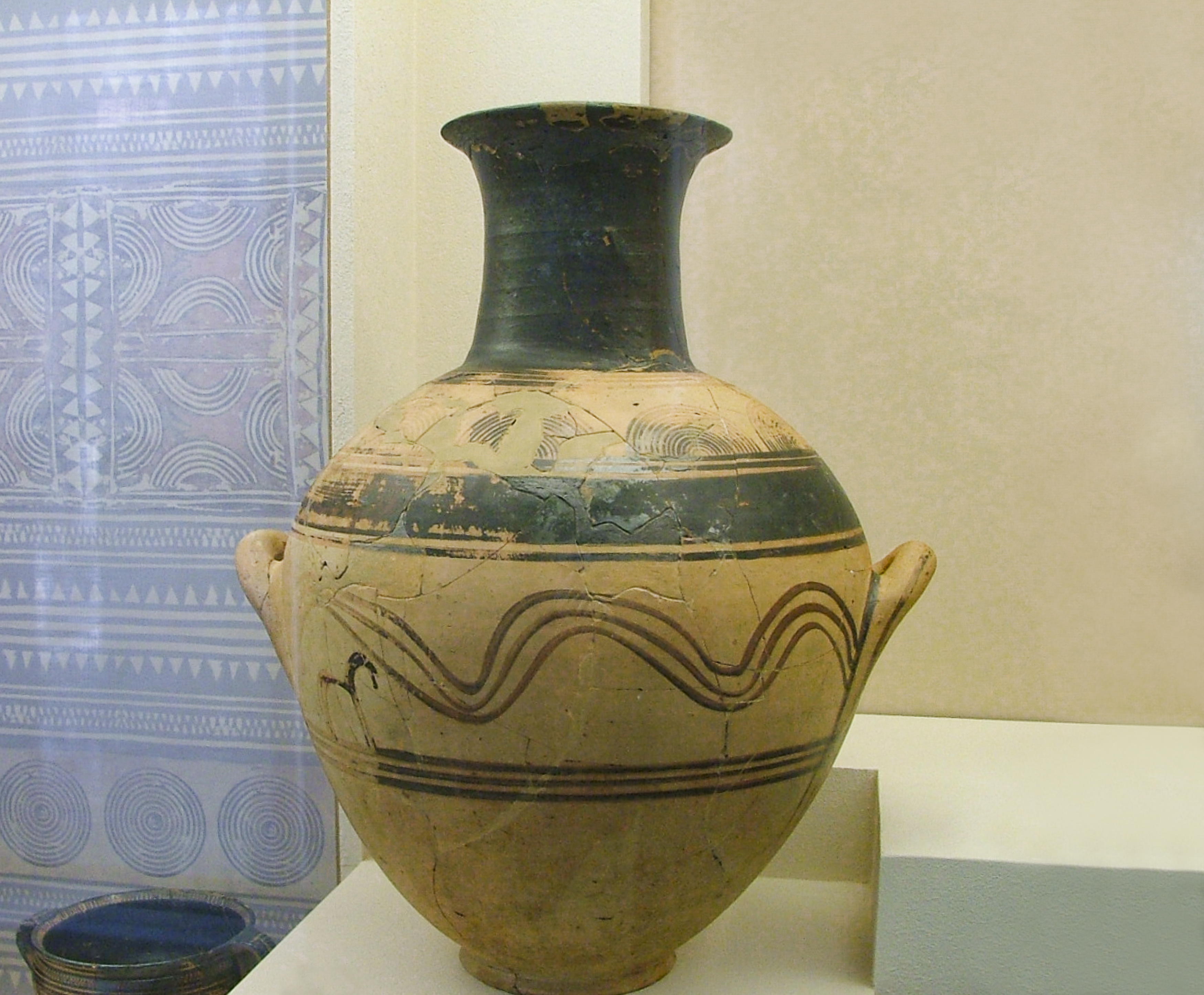
Attikai protogeometrikus amfora, i. e. 10. század

Körülbelül i. e. 1650 és 1100 között a görög szárazföldön a bronzkori mükénéi kultúra hatása érvényesült. I. e. 1100 körül ennek összeomlásával a népesség drasztikus csökkenésnek indult és a legtöbb művészeti ág eltűnt. Az agyagedények készítése azonban, igaz kisebb mennyiségben tovább folytatódott. A szubmükénéi fazekasok ugyanolyan edényformákat alkalmaztak mint a késő bronzkorban, de az edények minősége gyengébb volt, és a díszítés csak hullámvonalakra korlátozódott az edények hangsúlyosabb részein.
A protogeometrikus festészeti stílus (i. e. 1050 – 900) a szubmükénéi stílusból folyamatosan fejlődött ki, legfontosabb emlékei az athéni Kerameikosz negyedben található Dipülon-temetőből kerültek elő. A protogeometrikus vázákat korongon készítették és magasabb hőmérsékleten égették ki mint szubmükénéi elődeiket. A korai időszakban a díszítés hullámvonalakból, koncentrikus körökből és félkörökből állt, később kettős bárdok, homokórák, keresztmintás háromszögek és négyszögek jelentek meg az edények fontosabb részein. Emberi alakokat még nem ábrázoltak, de néhány festőnél már megjelentek a lóábrázolások. Az edények két csoportra oszthatók az egyiken világos háttéren fekete festéssel jelennek meg a díszítőelemek közvetlenül a narancssárgás színre égetett felületen, a másikon fekete háttéren egy világos sávban helyezkedik el a díszítés. A kor jellegzetes edényformái a has- és nyakamforák, a hüdriák, az oinokhoék, a szküphoszok, és a léküthoszok.

## Geometrikus kor
A geometrikus díszítési mód a protogeometrikusból fejlődött ki, azonban jelentős eltérés a korábbiakhoz képest, hogy az edények hangsúlyosabb részét nyakát és testét díszítették különálló sávokkal. Jellegzetes motívumok a vonalak, háromszög és négyszög alakú elemek, meanderek és koncentrikus körök. A geometrikus kort a az edényformák és díszítésmódok változása alapján három részre osztják, a korai protogeometrikus kor i. e. 900 – 850, a középső i. e. 850 – 750 míg a késői i. e. 750 – 700 közé datálható. Attikán kívül is széles körben elterjedt, azonosítható helyi műhelyekkel Eubóiában, Boitóiában, az argoszi régióban, a Kükládokon és Kelet-Görögországban.

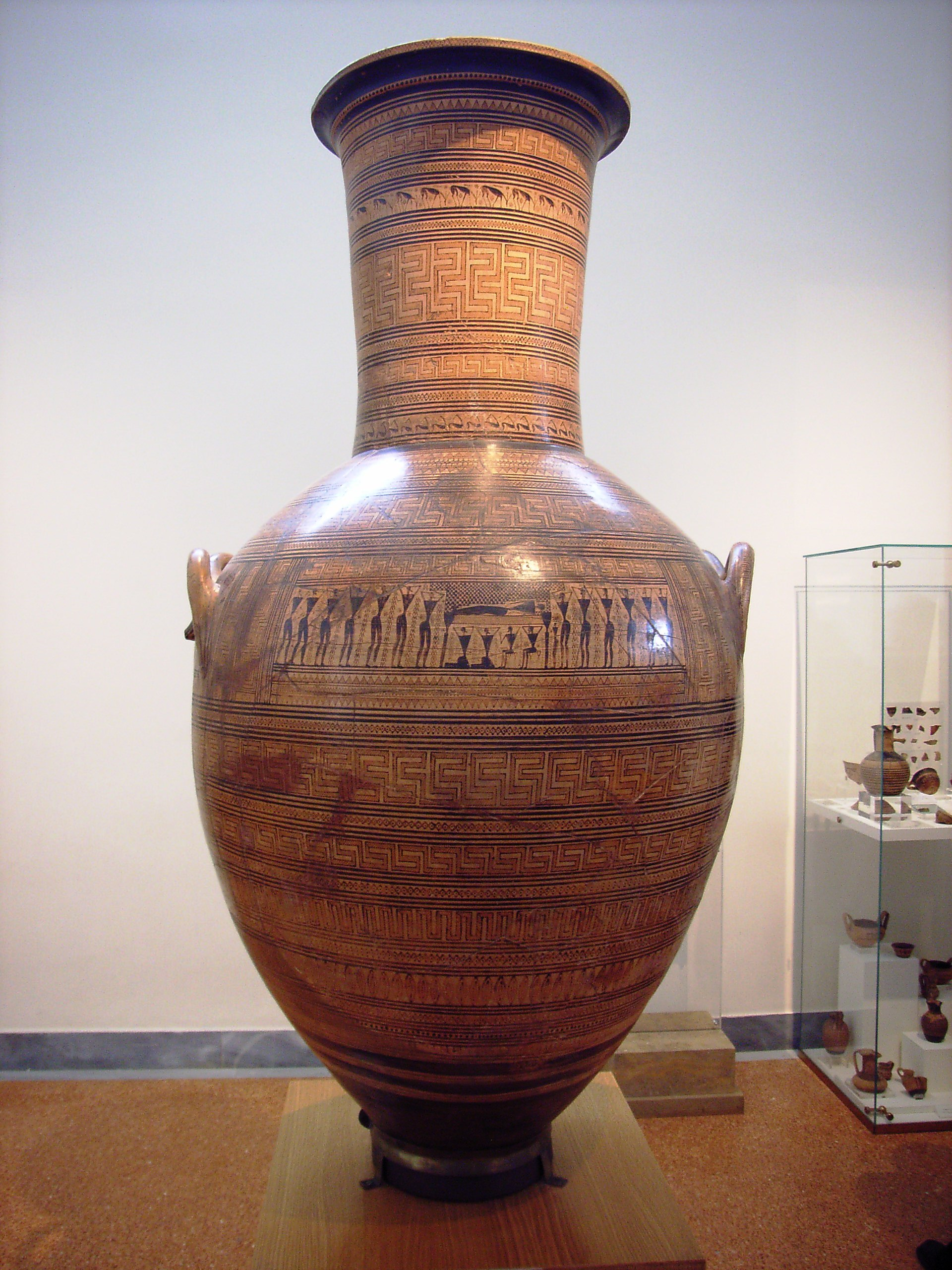
A Dipülon-festő i. e. 760 – 750 körül készülhetett amforája

### Korai geometrikus
A korai geometrikus edényformák is protogeometrikus elődeikből fejlődtek ki. Gyakoriak voltak a nyakamforák, a léküthoszokat egy hibrid forma, háromkaréjos kiöntőnyílással rendelkező léküthosz-oinokhoé váltotta fel. Eltűntek a hüdriák és a mély szküphoszok is ritkábbá váltak. A periódus második felében lapos talpú oinokhoék jelentek meg, és alacsony szküphoszok. A vázák alapszíne fekete volt, világosabb sávokkal a díszítésnek. Idővel ezek a sávok egyre szélesebbé váltak így az edények egyre nagyobb felülete lett világosabb. Az eddig ismert darabokon ekkor még nem láthatók ember- vagy állatábrázolások.

### Középső geometrikus
A középső geometrikus korban püksziszek (fedővel ellátott dobozok) jelentek meg, valamint talpas kratérek és később elegáns formájú kantharoszok. A világos és sötét háttér aránya egyensúlyba került. Új díszítőelemek jelentek meg, kettős bárdok, rombuszok sora, keresztvonalak, spirálok, ezen kívül cikkcakk vonalak, és kisméretű panelek csillagokkal a zárt edényformák vállrészén. A korai időkből ismert egy sirató nőt és egy lovat ábrázoló kép egy nagyméretű, gazdag sírt jelölő kratéren de utána úgy tűnik egy darabig nem ábrázoltak embereket. Viszont egyre gyakoribbak lettek a lóábrázolások metopé jellegű panelekben. A festékanyag kevésbé fényes mint korábban, a különbség szabad szemmel is észrevehető. A kor végéből két váza jelzi az athéni figurális festészet igazi kezdetét. Az egyik egy szküphosz Eleusziszból a másik egy monumentális kratér. Mindkét sírjelző edényen szárazföldi és tengeri csatajelenet látható.  

### Késői geometrikus

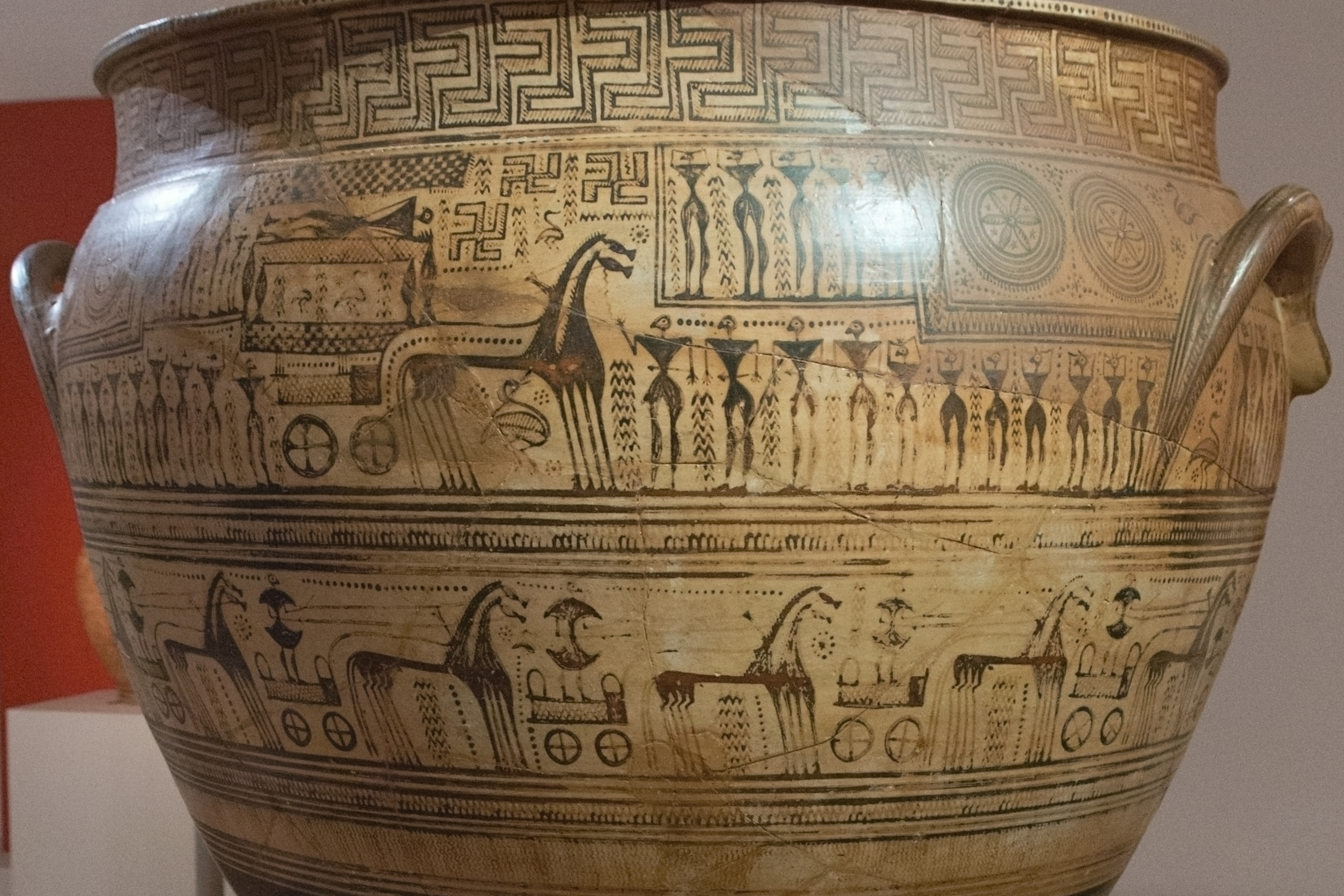
Nagyméretű kratér, Hirschfeld-festő, (Metropolitan Művészeti Múzeum, New York)

A késői geometrikus kor kezdetét a Dipülon-festő monumentális, 1,62 méter magas i. e. 760 – 750 körül készülhetett amforája jelzi. A váza egy gazdag arisztokrata nő sírját jelölte az athéni Kerameikos negyedben lévő Dipülon-temetőben. A legfontosabb figurális részt, egy nő felravatalozását a váza két fogója közé helyezte a festő. Az edény többi részén világos és sötét geometriai minták váltakoznak többszörös balra forduló meanderekkel, amit a Dipülon-festő találmányának tartanak.  A késő geometrikus kor egy virágzó időszak volt. A Közel-Kelettel való szoros kapcsolatok következtében megjelentek az első ismert állatfrízek térdelő, hátrafelé néző kecskék formájában az edények nyakán, valamint legelő őzek a Dipülon amfora felső harmadában. Monumentális kratérekkel és nyakamforákkal férfiak, hasamforákkal nők sírját jelölték. A kisebb, díszített vagy díszítetlen vázákat közvetlenül a sírban helyezték el.
A figurális festészet elterjedésével amennyiben egy festőnek több vázája is ismert az edényeket stilisztikai alapon fantázianevekkel azonosított alkotókhoz lehet kötni. A geometrikus festészet fő témái az előkelők temetése a felravatalozással (prothészisz) ábrázolva, ritkábban a temetési menet (ekphora) valamint a tengeri és szárazföldi ütközetek. Úgy tűnik a csatajelenetek eltűntek miután a Dipülon-műhely beszüntette a tevékenységét. A Dipülon-mester alakjai jellegzetesek, a gyászolók karja és mellkasa egyenlő szárú háromszög alakú, a mellkas vonala kissé konkáv és a figurák álla hangsúlyos. A művész nagyméretű temetési vázákra szakosodott, elsőként díszített hatalmas méretű oinokhékat, magas peremű edényeket,kancsókat,valamint átlagos méretű oinokhékat, kancsókat és korsókat is festett.
A késő geometrikus kor másik nagy egyénisége a Hirschfeld-festő, aki nevét egy korábban a Hirschfeld-gyűjteményhez tartozó monumnetális kratérról kapta (jelenleg Metropolitan Művészeti Múzeum, New York). Stílusa sok tekintetben különbözik  a Dipülon-festő alakjaitól. A karok négyszögletesek, a szemeket egy fekete ponttal jelölte a körvonalrajzzal kialakított arcban és a figurák neme is könnyebben felismerhető.
A periódus végére a dekoráció egyre kevésbé harmonizál az edény alakjával, az alakos frízek egyre szélesebbek lesznek és fülek mellől rákerülnek az edény testére és nyakára is. Kétféle műhelymunkát lehet azonosítani, az egyik csoport a Dipülon-festő stílusában dolgozott és számos más alkotót akik kifejlesztették saját ábrázolásmódjukat és ikonográfiájukat. Ez utóbbiak között jelentős az Athéni 897-es műhely. A késő geometrikus kor vége felé az edények testét, nyakát és vállrészét négy sor frízzel díszítették, valamint agyag kígyókkal a pereménél, fogójánál és vállrészén. Ez utóbbi arra utal, hogy temetési vázának készültek.
A geometrikus figurális festészet témái és pontos jelentésük vitatott. Ábrázolhatnak a mindennapi életből vett jeleneteket, homéroszi eposzokat, mitológiai témákat, de a nagyszámú figura ellenére a magyarázó szövegek és az elbeszélő stílus hiányában azonosításuk nem lehetséges. Csak néhány képet lehet feltételesen mitológiai jelenethez kötni, például a hajótörést szenvedett Odüsszeuszt. Aktór éliszi király sziámi iker fiainak tartott alakok számos vázán megjelennek, de a geometrikus kor vége után eltűnnek.

## Orientalizáló (protoattikai) kor

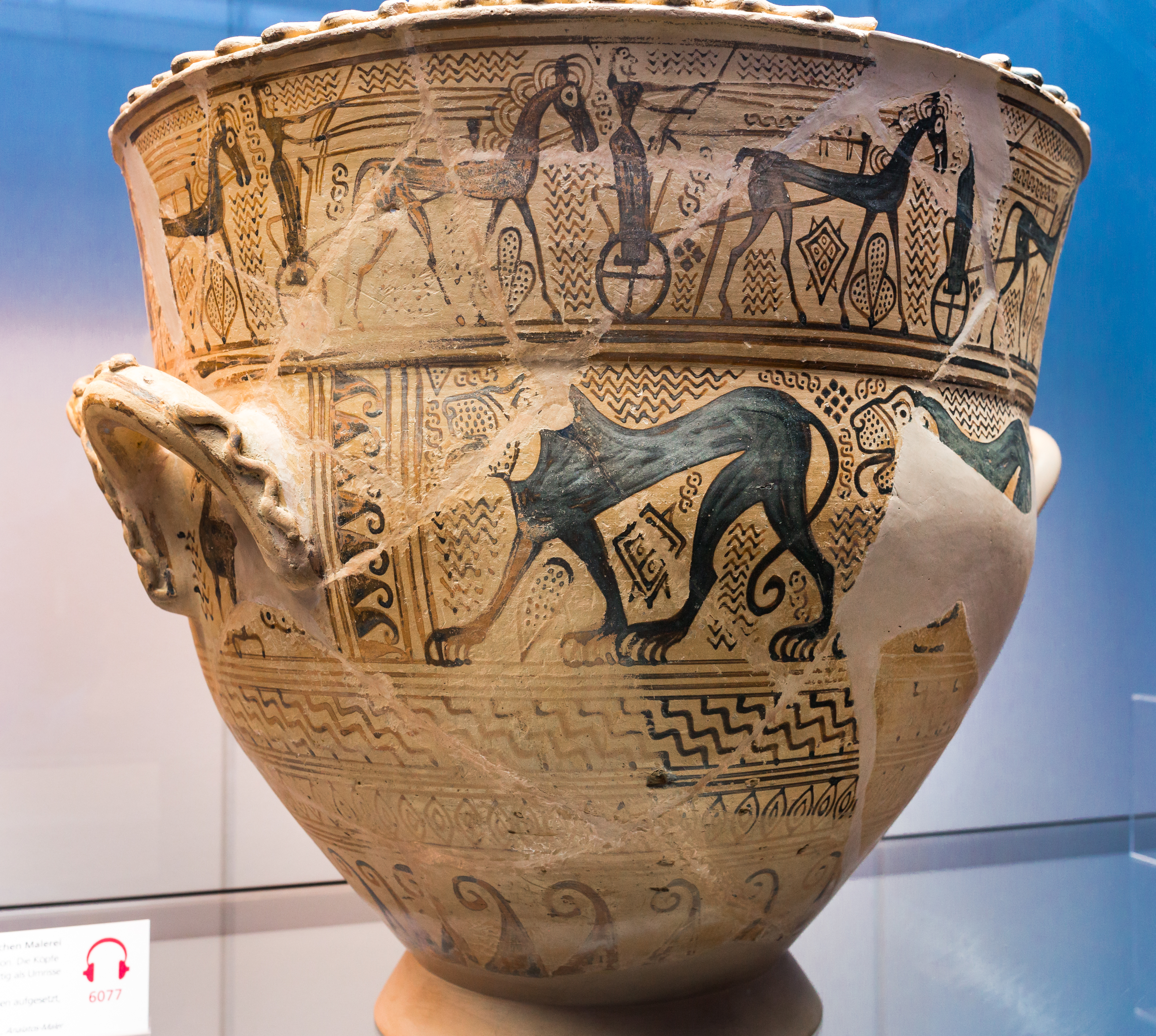
Analatosz-festő, korai protoattikai edény, i. e. 700 körül

Athén orientalizáló stílusát ( i. e. 700 – i. e. 600) protoattikai stílusnak nevezik. A korai, középső és késői szakaszra osztható kor a geometriai stílusból fejlődött ki külső hatásra. A protoattikai edények általában nagyméretűek, esetenként monumentálisak. Az i. e. 8. század második felében a Közel-Kelettel és Egyiptommal való szoros kapcsolatok új stílust, technikát és díszítőelemeket ismertettek meg az attikai mesterekkel, amit átvettek és a korábbi geometrikus festéssel ötvöztek.
Attikában a keleti hatás nem közvetlenül, hanem korinthoszi közvetítéssel érvényesült.  I. e. 700 körül  az orientalizáló minták, mint például a körvonalrajz, a spirális horgok, a kötélminták, a virágmotívumok, és a keleti eredetű griffmadarak, oroszlánok fokozatosan kiszorították a jellegzetes geometrikus díszítőelemeket.
- A korai protoattikai korban (i. e. 700 – 675)[7] a vázákra a körvonalrajz jellemző homogén alakokkal, amelyek ekkorra már elvesztették a geometrikus korra jellemző merevségüket. A kocsihajtók mérete arányos az általuk hajtott realisztikusabban ábrázolt kocsikkal. Bekarcolt díszítések csak ritkán fordulnak elő. A gyakran rácsos fogókkal ellátott nyakamforák karcsúbbak mint geometrikus kori elődeik és sokszor előfordulnak rajtuk kígyó alakúra formált díszítőelemek. A nyak a korábbinál kisebb szöget zár be az edény testével. Újból divatba jönnek a magas és karcsú hüdriák is gyakran kígyós díszítéssel. Az új stílus első festője az Analatosz-festő, aki nevét az attikai Analatosz régészeti lelőhelyről kapta. A Louvre-ban őrzött nyakamforája az új stílus egyik legszebb alkotása.[7]
- A középső protoattikai korban  (i. e. 675 – 650)[7] átlyuggatott lábakon álló ovális kratérek és karcsú oinokhoék, az úgynevezett Phaleron-kancsók jelentek meg. Phaleron egy település volt Athén közelében. I. e. 650 körül a mesterek hozzáadott vörös festéket kezdtek alkalmazni.[7] Az ekkori Fekete-fehér stílus a fekete festéshez hozzáadott fehér színről kapta a nevét és a fekete-fehér sodronymintákról. Míg a geometrikus és korai protoattikai időkben nem festettek mitológiai képeket a középső orientalizáló korban a fekete-fehér technikát alkalmazó festők már elbeszélő jeleneteket is ábrázoltak. Közülük a legkorábbi ismert kép Héraklész harca Nesszosz kentaurral.[7] A témát ketten is feldolgozták. A kor jelentős alkotása egy Eleusziszban talált, a Polüphémosz-festőnek tulajdonított amfora. Az edény testén a Gorgók elől menekülő Perszeuszt festette meg,  nyakán pedig Odüsszeuszt ábrázolta, ahogy társaival együtt megvakítja Polüphémoszt. A nagyméretű, 1,42 m magas edény, ami egy tízévesen elhunyt fiú nyughelye volt bizonyítja a fokozódó érdeklődést a felismerhető mitológiai jelenetek iránt.[7]
- A késői protoattikai korban (i. e. 650 – 600)[7] folytatták a nagyméretű szküphoszok díszítését és új edényformákat is elkezdtek gyártani, köztük a hasamforákat. A festők már következetesen feketealakos technikát használtak a figurákhoz és az ornamentális díszítésekhez. A kor legkorábbi azonosítható két festője a A berlini A34 festője és a Nesszosz-festő. Egy Lipcsében őrzött töredékes váza amit szintén a Nesszosz-festőnek tulajdonítanak Cerveteriben került elő, ez a legkorábbi ismert Etruriába exportált edény. Névadó vázája másfél évszázadig az utolsó volt, amit sírok jelzésére állítottak fel. A Nesszosz-festő állatfrízei korinthoszi előképek alapján készültek, de velük ellentétben az anatómiai részleteket kettős és hármas vonalakkal jelenítette meg. Ez a bekarcolásos technika testrészek és az izomzat részletesebb ábrázolását tette lehetővé és a korinthoszi találmánynak tartott feketealakos technika átvételének és elsajátításának bizonyítékának tekinthető.

## Feketealakos vázafestészet

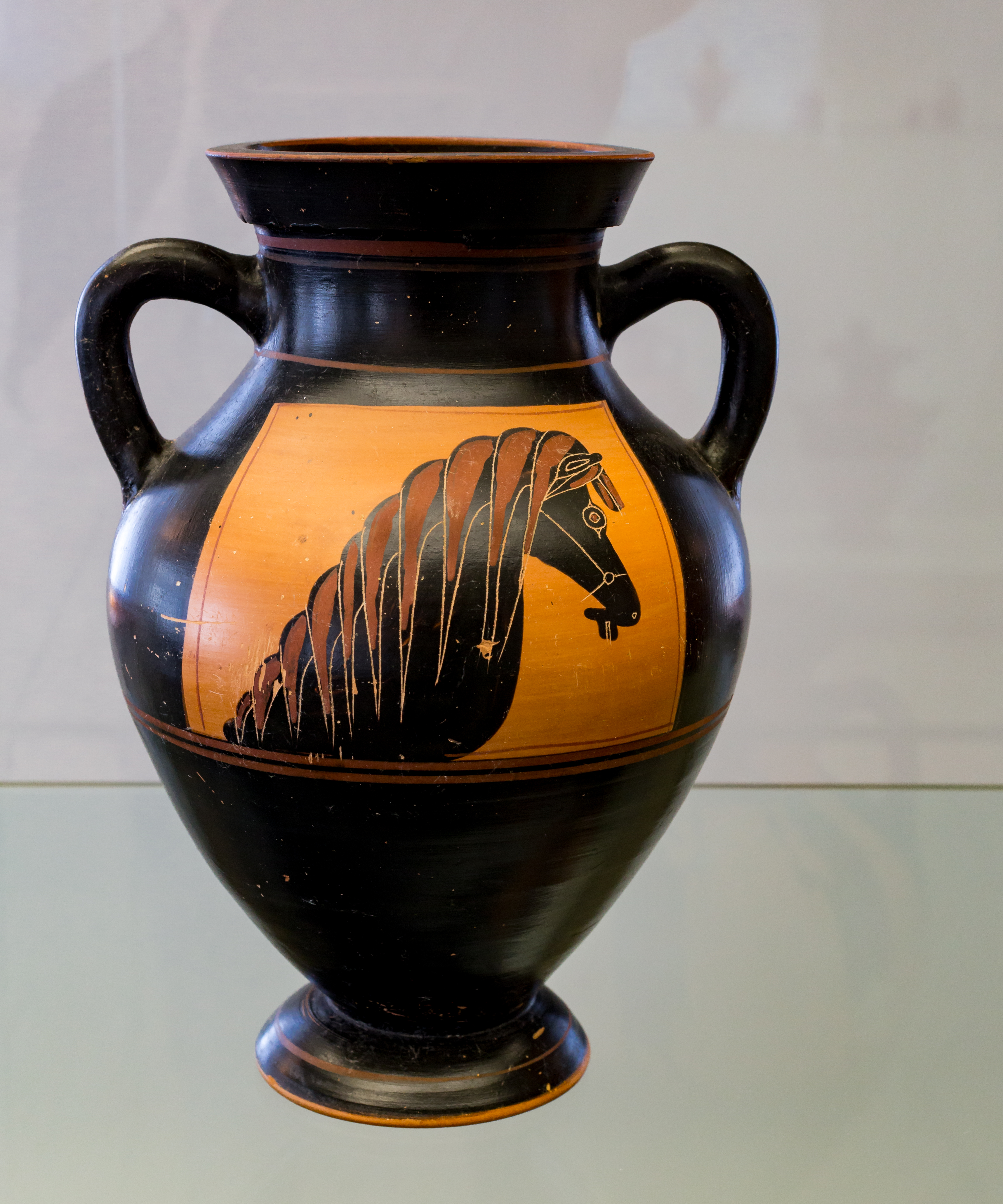
Lófej-amfora, i. e. 600-550, München

A feketealakos vázafestészet a Gorgó-festő munkásságával kezdődött aki i. e. 600 és 580 között volt aktív és a Nesszosz-festő ábrázolásmódját fejlesztette tovább. Névadó vázája egy dinosz amin a Perszeuszt üldöző Gorgók és kocsik között harcolók láthatók. Ember- és  állatalakjait fekete sziluettként ábrázolta, a részleteket bekarcolásos technikával jelenítette meg és néhány esetben fehér és piros festékkel egészítette ki. Munkáin erőteljes korinthoszi hatás ismerhető fel, főleg központi jelenetek alatti állatfrízeken, és kratérokon, hasamforákon, oinokhoékon valamint tányérokon található állatfiguráin.
Körülbelül vele egy időben, i. e. 600 és i. e. 550 között voltak aktívak az úgynevezett Lófej amforák festői, akik gyakori motívumként egy felszerszámozott lófejet ábrázoltak hasamforákon. Jeleneteiket külön panelekben festették meg, az edény testét feketére színezték, ezzel a hasamforák egy újfajta, később hagyománnyá váló díszítésmódját vezették be. Eddig körülbelül száz vázát tulajdonítanak a csoportnak, ezek az amforák a Panathénaia-amforák előfutárainak tekinthetők. Az egyik legkorábbra datáható darabot a Nesszosz-festő egyik vázájával együtt találták meg.

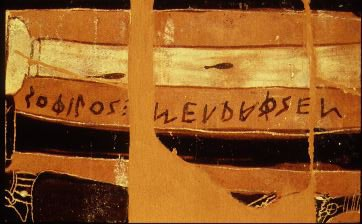
Szophilosz aláírása egy dinoszon, i. e. 570 körül, London, British Museum

A legkorábbi, saját nevén ismert athéni festő aki szignálta műveit az i. e. 580-570 között alkotó Szophilosz volt. Vázafestőként aláírását három nagyméretű dinoszon találták meg, amelyeken elbeszélő jeleneteket ábrázolt, egy vázát feltehetően fazekasként is szignált. A nagyobb vázákat kedvelte például dinoszok és amforák, az ő munkái a legkorábbi ismert temetési táblák, a legkorábbi lebész gamikosz (rituális esküvői edény) és az egyik legkorábbi, korinthoszi mintákat követő oszlopkratér. Két dinoszon (az egyiket Athénben a másikat Londonban őrzik) látható a két legelső körbeérő, embereket ábrázoló fríz a Péleusz és Thetisz esküvőjére meghívott istenek felvonulásával. A művész minden szereplő mellé a figurát név szerint azonosító feliratot festett.  
Ugyanez a téma jelenik meg az egyik legkorábbi athéni volutás kratéren az i. e. 570 körül készített François-vázán, amit Chiusi közelében találtak meg egy etruszk sírban. Egyike az első nagyméretű görög tárolóedényeknek amelyeket teljes egészében elbeszélő jelenetekkel díszítettek. Kleitiasz festőként, Ergotimosz fazekasként szignálta. A hat körbefutó frízen egy kivételével embereket, hősöket, isteneket ábrázoltak. Több jelenet ezen az edényen látható először, köztük küzdelem a  kentaurok és lapithák között, Kaineusz halála, az Akhilleusz holttestét cipelő Aiasz, az első hajó forgatható árbóccal és az első városfalak. Egyes feltételezések szerint a váza egy esküvőre készült, alkotói tisztában voltak megrendelőik érdeklődésével a mitológiai témák iránt ezért látták el magyarázó feliratokkal.

### Csészék

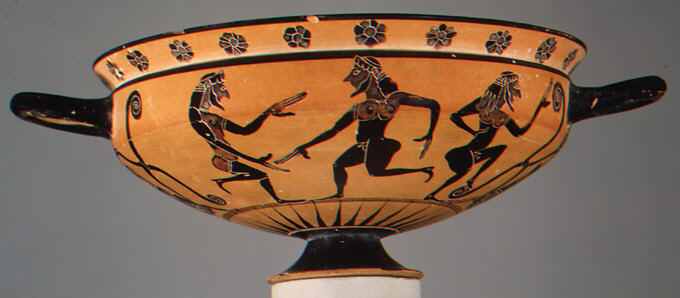
Kómosz-csésze KX festő, i. e. 580 -570, Metropolitan Művészeti Múzeum, New York

Az attikai csészékre is korinthoszi hatás jellemző. A korai darabok közé tartoznak a kómosz-csészék, amelyek a Kómosz-csoporthoz köthetők (i. e. 580-570). A csészék nevüket a külső felületen gyakran ábrázolt mulatságokról (kómosz) kapták, míg az edények belső felületét üresen hagyták. A csoport alapítója feltételezhetően a KX (Kómosz X) festő volt, akinek stílusa közel állt Szophilosz festésmódjához. Ábrázolásaiban korinthoszi hagyományokat követve főleg lekanékat díszített mitológiai jelenetekkel és állatfigurákkal, valamint korinthoszi jellegű szküphoszokat vörös ruhás mulatozókkal. Társa a KY (Kómosz Y) festő volt, aki a csészék mellett oszlopkratéreket is festett.

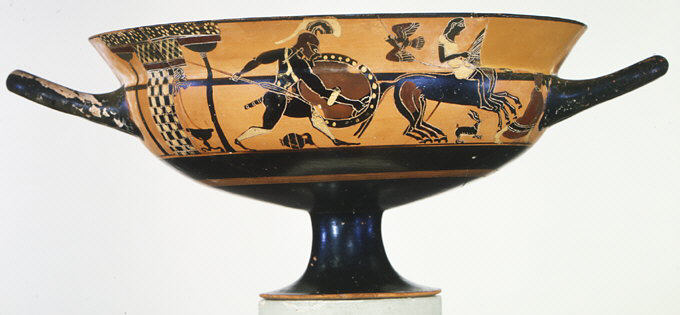
Siana-csésze C festő, i. e. 575 körül, Metropolitan Művészeti Múzeum, New York

A kómosz-csészéket i. e. 570 körül a nagyobb méretű és kifinomultabban díszített Siana-csészék váltották fel, amelyek a C festő műhelyéhez köthetők.
Kétféle díszítésmódot alkalmaztak. Az átfedő díszítésnél a figurák elborítják az edény fogóját és szegélyét is, a kétsávos dekoráció esetén az egyik jelenet a csésze szegélyén, a másik a fogójánál látható. Általában az edény belső felét is figurális jelenetekkel borították.
Úgy tűnik a C festő kedvenc témája a Troiluszt üldöző Akhilleusz mellett a Trójai háború volt. A Siana-csészéken kívül ismert még tőle egy háromlábú pükszisz Athéné születésével és Párisz ítéletével (Louvre), és egy Nápolyban őrzött lekané Trója kifosztásával. Ezeken kívül többször festett futó gorgókat is. A C festő kollégája a Heildelberg-festő legtöbbször Dionüszoszt és Héraklészt ábrázolta. Ő volt az első aki Héraklész mellett a vadkant, Buszirisz egyiptomi királyt és Néreuszt is megjelenítette.

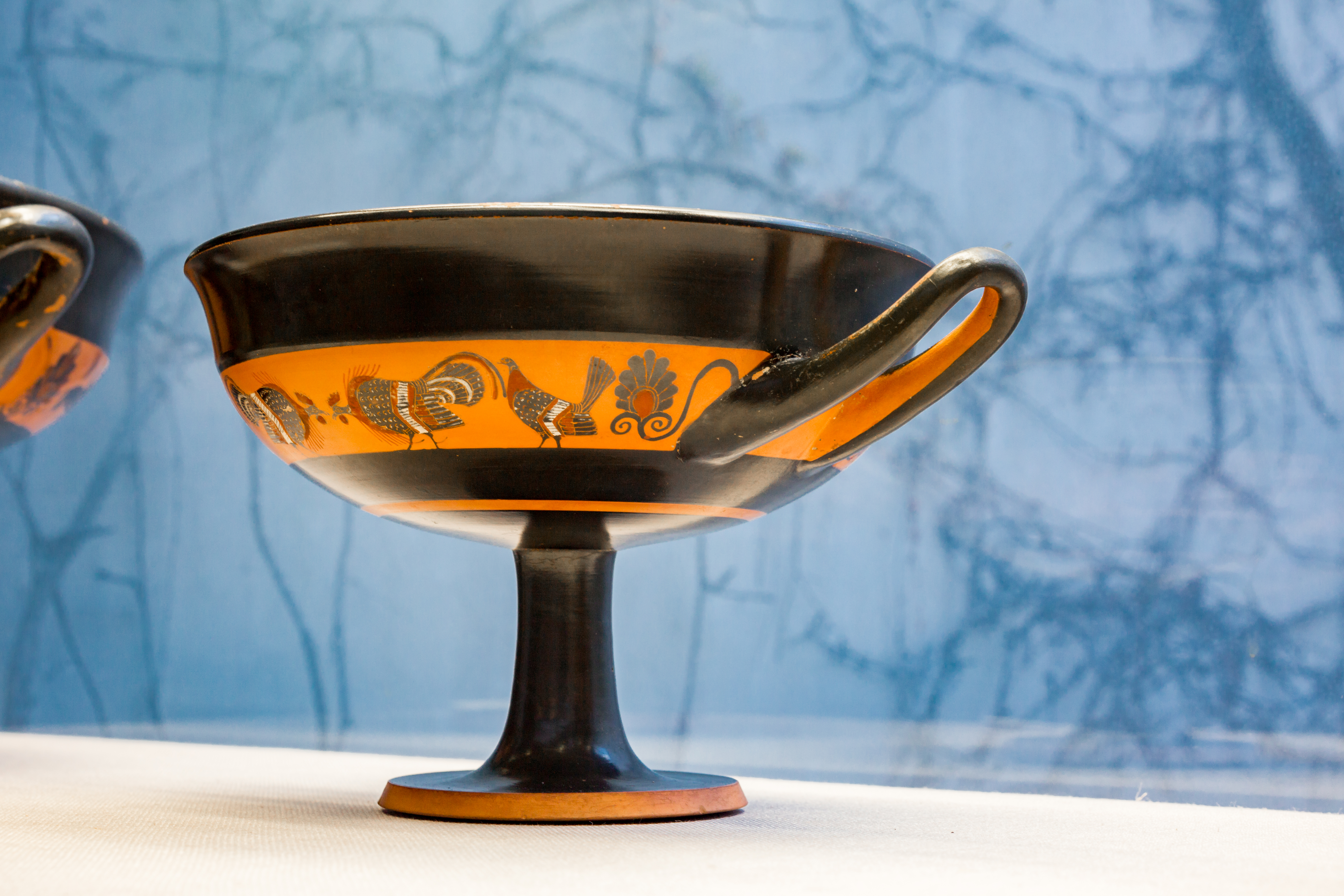
a Kismesterek egyik csészéje, München

A kor egyik legnépszerűbb, a korábbiaknál elegánsabb vonalú edényei az úgynevezett Kismesterekhez köthetők. Csészéik magas talpú, kiegyensúlyozott, homorú szegélyű edények voltak. Az i. e. 6. század közepén megjelenő csészék két nagyobb csoportba oszthatók:
- peremes csésze, általában egy felirattal (gyakran szignóval) az edény fogójánál és belső figurális díszítéssel
- szalagdíszes csésze amelyet a fülek közötti figurálisan vagy felirattal díszített sáv kivételével feketére festettek és a belsejét is gyakran díszítetlenül hagyták[10]

A Kismesterek közül többeket név szerint is ismerünk. A késői siana-csészékkel és a Kismesterek alkotásaival egy időben készültek az úgynevezett a Tirrén amforák is, legtöbbször ovális formájú nyakamforák amelyeket mitológiai és mindennapi jelenetekkel (köztük a legkorábbi ismert erotikus ábrázolással), valamint állatfrízek sorával díszítettek. Ezek a vázák legtöbbször exportra készültek, a legtöbb Etruriából került elő, néhányat viszont Ióniában tártak fel. Az egyik legismertebb tirrén amforán Polüxené feláldozása látható.

### Lüdosz, Nikoszthenész, Amaszisz és Exékiasz

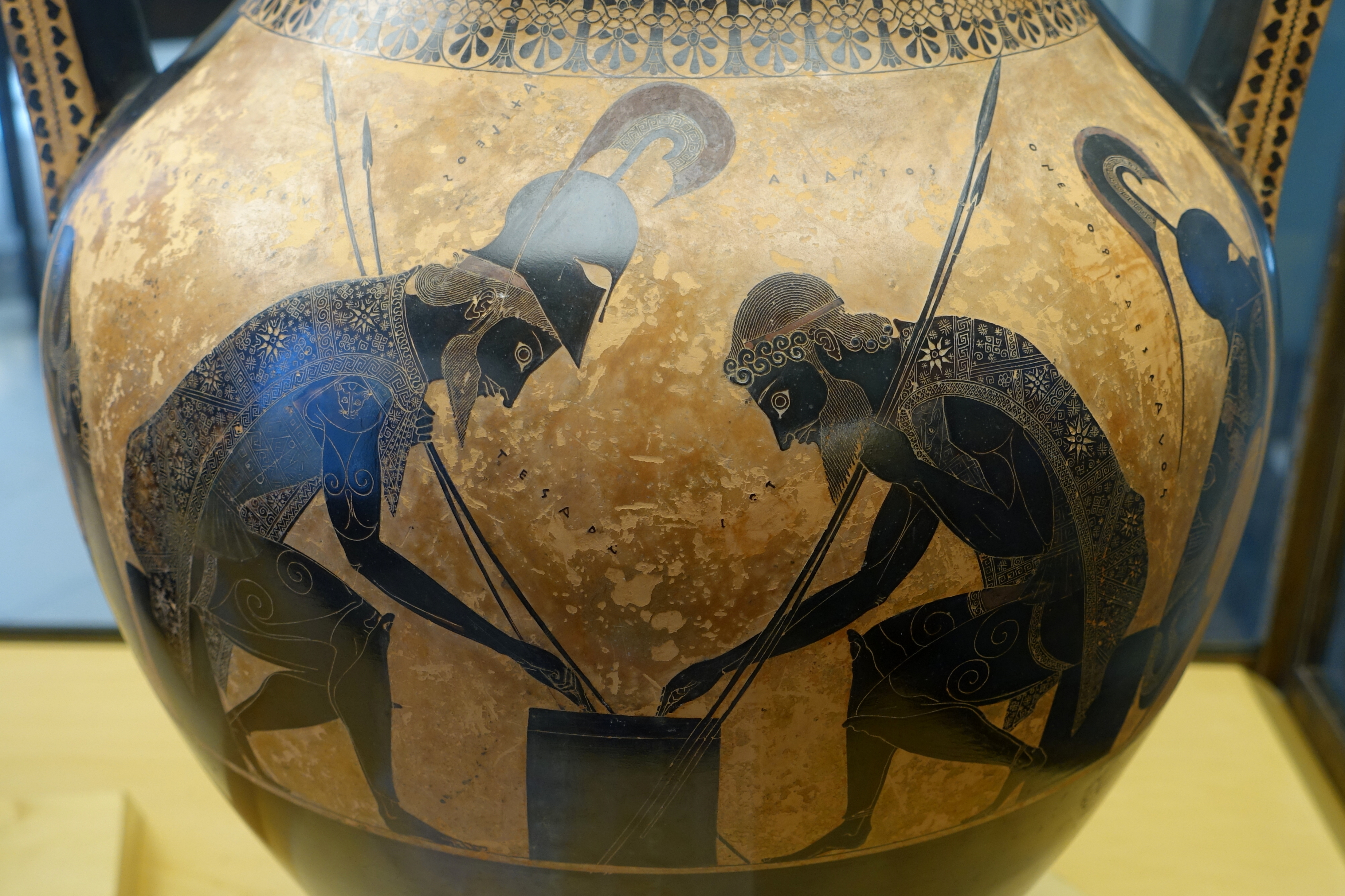
Exékiasz, Aiasz és Akhilleusz kockajátéka, i. e. 540-530, Vatikán, Museo Gregoriano Etrusco

Lüdosz, „a Lüdiai” nevéből ítélve valószínűleg Kis-Ázsiából költözött Athénba. Egy a Louvre-ban őrzött amforát szignált (hibásan) és egy az Akropoliszon felajánlott töredékesen megtalált az dinoszt. Az ő idejében váltak általánossá a nagyméretű, nagyobb figurákkal díszített edények. Hosszú munkásságához Siana-csészék, oszlopkratérek, temetési vázák és a sírokra helyezett agyagtáblák köthetők.
Jelentős volt Nikoszthenész fazekas műhelye is, aki körülbelül százhetven vázát szignált. Valószinűleg a Tirrén amforákat készítő műhelyben tanult vagy az egyik Kismestertől Anaklésztől akinek egy csészét szignált mint fazekas. Nikoszthenész etruriai piacra is dolgozott. Egyszerűbb, díszítetlen etruszk edényformák és különleges alakú fogóval ellátott nyakamforák figurális díszítéssel ellátott változatait készítette el. Több jelentős festőt is foglalkoztatott, köztük Lüdoszt, valamint a vörösalakos technikával dolgozó Oltoszt és Pszüax-ot.
Amaszisz fazekas is külföldi lehetett, valószínűleg Egyiptomból került az athéni Kerameikosz-negyedbe. Tizenkét szignált váza köthető a nevéhez, ezeket mind ugyanaz a festő díszítette, ezért feltételezhető, hogy a fazekas és az i. e. 550-515 között alkotó festő ugyanaz a személy volt. Festésmódja rokonságban áll Kleitiasz és a Heidelberg-festő stílusával. Főleg szalagdíszes csészéket, egy különleges formájú csészetípust (a peremes csésze és a szalagdíszes csésze egyfajta hibridjét), lékütoszokat, oinokhoékat, nyak- és hasamforákat festett. Egyik jelentős alkotása egy Párizsban őrzött nyakamfora amelyen Dionüszoszt ábrázolta két táncoló nimfával. A nőalakokat körvonalrajzokkal jelenítette meg a kísérletező művész, aki már nem elégedett meg a feketealakos technika által nyújtott lehetőségekkel.

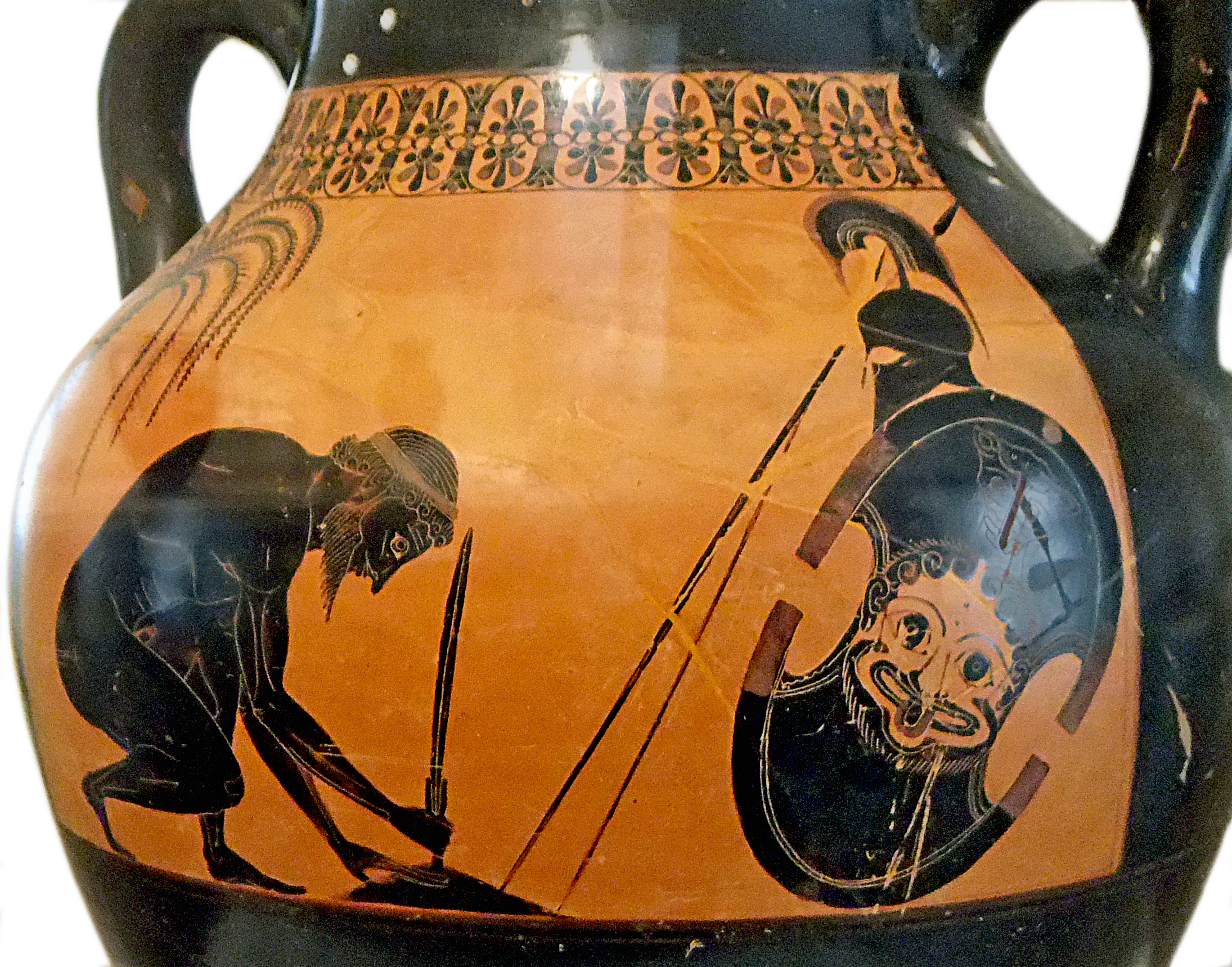
Exékiasz, Aiasz öngyilkossága, i. e. 530 körül

A legnagyobb feketealakos vázafestő az i. e. 550 és i. e. 525 között alkotó Exékiasz volt, aki két vázát fazekasként és festőként, további tízet csak fazekasként szignált. Köztük van a jól ismert amfora a kockajátékot játszó Aiasz és Akhilleusz képével az előoldalán (a legkorábbi ábrázolása a ma már több mint százötven vázán ismert jelenetnek) és a Dioszkuroszok visszatérésével a hátoldalán. A festő írástudó is volt, szignója mellett a figurákat is azonosította és a kockával dobott számokat is feltüntette (négy és három).

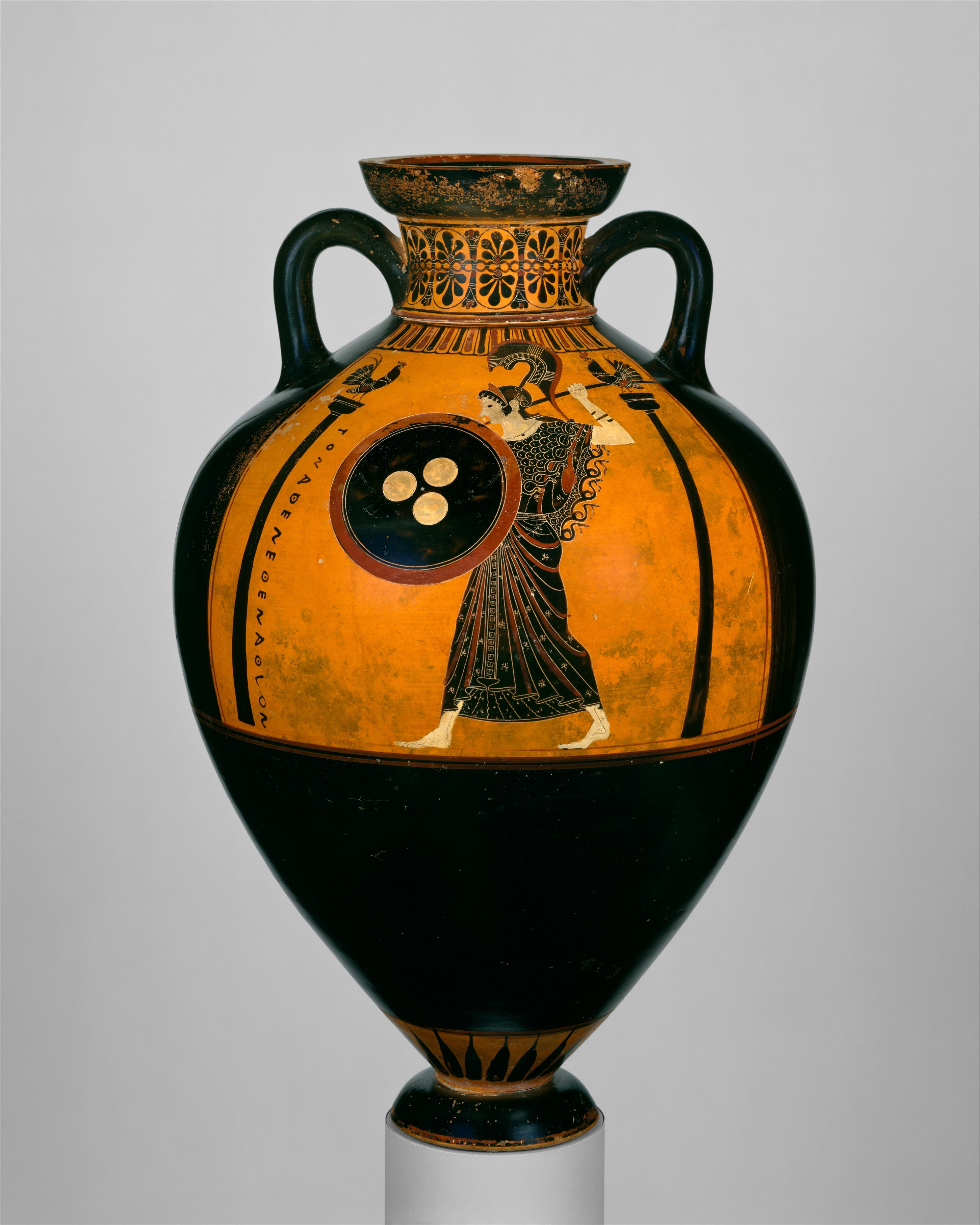
Panathénaia-amfora, Metropolitan Művészeti Múzeum

Exékiaszhoz köthető egy újfajta edényforma a kehely-kratér és az úgynevezett „A típusú” (széles, magas talpú) csésze alkalmazása. Az ilyen csészék egy részét két nagy szemmel díszítették, ezért ezeket az edényeket szemes csészéknek is nevezik. A művész új festészeti módszerekkel is kísérletezett. Egy Münchenben őrzött csészéjén a delfinekkel körülvett hajón utazó Dionüszosz képén az edény egész belső felületét kitölti a korallvörös háttér. Leghíresebb alkotásai közé tartozik két sorozat temetési tábla, egy amfora az öngyilkosságra készülő Aiasz képével, és a Pentheszileiát meggyilkoló Akhilleusz ábrázolása. Exékiasz még nem alkalmazta a vörösalakos technikát, de ő tanította az Andokidész-festőt, akit az új festési mód kifejlesztőjének tartanak.

### Panathénaia-amforák
Jellegzetes edénycsoport volt a panathénaia vázák csoportja, amelyekkel a panathénaia sportversenyek győzteseit díjazták. A rövid nyakú, ovális testű amforákat i. e. 566-tól kezdték gyártani, amikor Peiszisztratosz türannisz megreformálta a játékokat. Az Athéné szent ligeteiből származó olajjal megtöltött amforákból száznegyvenet adományoztak a győztes atlétáknak. A vázákon lévő felirat a játékokra utal. A feketealakos díszítésű panathénaia vázákat egészen az i. e. 1. századig gyártották, közülük a legkorábbi ismert vázát Londonban őrzik. Előoldalán Athéné istennő képe, hátoldalán egy kétlovas kocsi látható.
Díszítésük hagyománya Exékiasz műhelyében véglegesedett, és ezután változatlan maradt. Előoldalára Athéné istennőt festették két oszlop között ahogy pajzsával a kezében a bal oldali oszlop felé halad, (az oszlopokon egy-egy kakas), míg az edény hátoldalán egy versenyszámot jelenítettek meg. Másodlagos díszítőelemek dupla lótusz-palmetták láncolata az edény nyakán, nyelvek a vállán, napsugarak a talpa fölött.
Miután elterjedt a vörösalakos vázafestési mód a vázák gyártását az új technikát alkalmazó vezető műhelyek folytatták de továbbra is feketealakos festésmódot alkalmazva. Az i. e. 4. században egy ideig az edényekre ráírták az adott évben hivatalban lévő arkhón epónümosz nevét, így pontosan datálhatóvá váltak. Érdekesség, hogy i. e. 367 után az előoldali képeken Athéné már balról jobbra halad.

## Vörösalakos vázafestészet
A vörösalakos vázafestészet i. e. 530-tól terjedt el a feltételezések szerint az Andokidész-festő és Pszüax kezdeményezésére, akik nagyméretű, „kétnyelvű” (egyik oldalán fekete- a másikon vörösalakos díszítésű) vázákat festettek. Az Andokidész-festő, akit a fazekas Andokidészről neveztek el valószínűleg Exékiász tanítványa volt, és tíz (a fazekas által) szignált váza köthető hozzá. Amforákat, „szemes” csészéket és legalább egy kehely-kratért díszített, munkáira a kísérletező kedv jellemző. Egyik szebb alkotásához, egy Párizsban őrzött amfora díszítéséhez az úgynevezett Six-technikát alkalmazta. Legismertebb vázái amforák, Héraklészhez köthető jelenetekkel (Párizs - Héraklész és Kerberosz, Boston - Héraklész, valamint Héraklész és a bika, ez utóbbi vegyesen feketealakos és vörösalakos technikával). Egyes vélemények szerint feketealakos ábrázolásai máshoz köthetők, mások szerint mindkét technikát egyformán képes volt alkalmazni.

### Úttörők

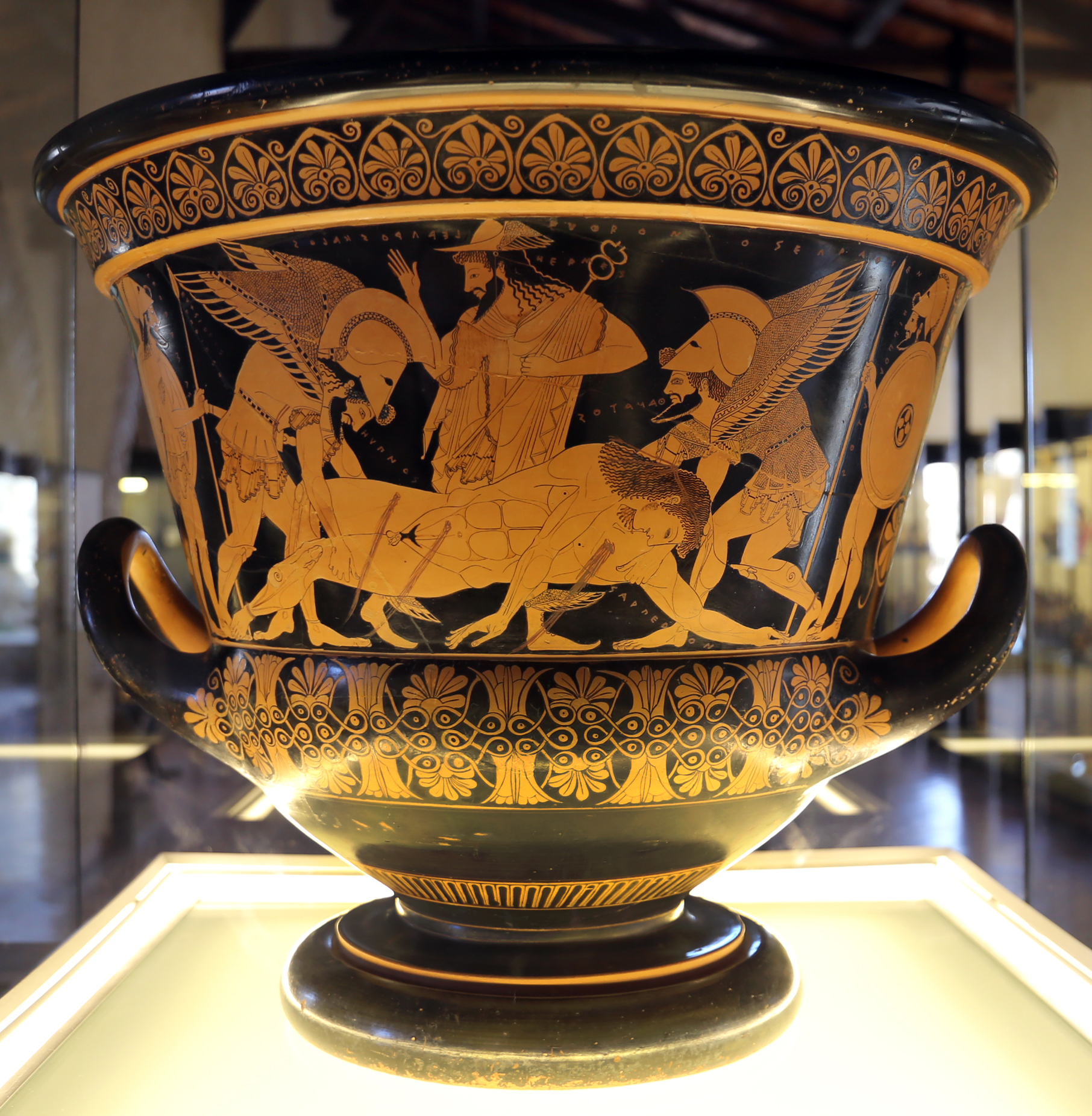
Euphroniosz, Thanatosz és Hüpnosz Szarpédon holttestével, Cerveteri

Míg a vörösalakos technika egyszerűen a feketealakos negatívja, a vörösalakos technikával elsők között dolgozó úgynevezett Úttörő festők (Euphroniosz, Euthümidész, Phintiasz, Szmükrosz és mások) voltak akik felismerték a technikáben rejlő új lehetőségeket és továbbfejlesztették azokat. Többrétegű, a síkból kiálló relief vonalakat alkalmaztak és fényes festékeket használtak, amivel sötétbarnától sárgáig terjedő színárnylatokat hoztak létre. Az Úttörők az anatómiai részletek „megszállottjai” voltak, kitekeredett végtagokat, csavarodó testeket ábrázoltak és sikerült a rövidülés és a mélység illúzióját kelteniük. Írástudók voltak, bár úgy tűnik Phintiasznak nehézségeket okozott nevének leírása. Egy szoros művészcsoportot alkothattak mivel vázáikon egymásnak írt üzenetek találhatók.
Legismertebb közülük az i. e. 520 és 470 között aktív Euphroniosz volt, aki Pszüax tanítványa lehetett. Karrierje korai időszakára tehető Thanatosz és Hüpnosz  ábrázolása Szarpédon holttestével egy kehely-kratéron és Héraklész Gérüonnal egy csészén. Később valószínűleg saját műhelyt alapított, mivel ezután munkáit vázakészítőként szignálta.
Az i. e. 500 és 460 között aktív Durisz munkásságában másodlagos díszítőelemei alapján négy időszak különíthető el. Csészéin és léküthoszain fehér hátteres technikát alkalmazott, gyakran jelenített meg mitológiai témákat és emberi hétköznapokat is. A kor másik jelentős, sokat alkotó csészefestője Makrón volt, (i. e. 490 – 480) aki rendszeresen dolgozott egy Hieron nevű fazekassal. Legszebb festményei szküphoszokon láthatók, csészéi jelentős részén a hétköznapi élethez, mulatozókhoz, valamint Dionüszoszhoz kapcsolódó jeleneteket ábrázolt.

### Kleophradész-, Berlini, és Pán-festő

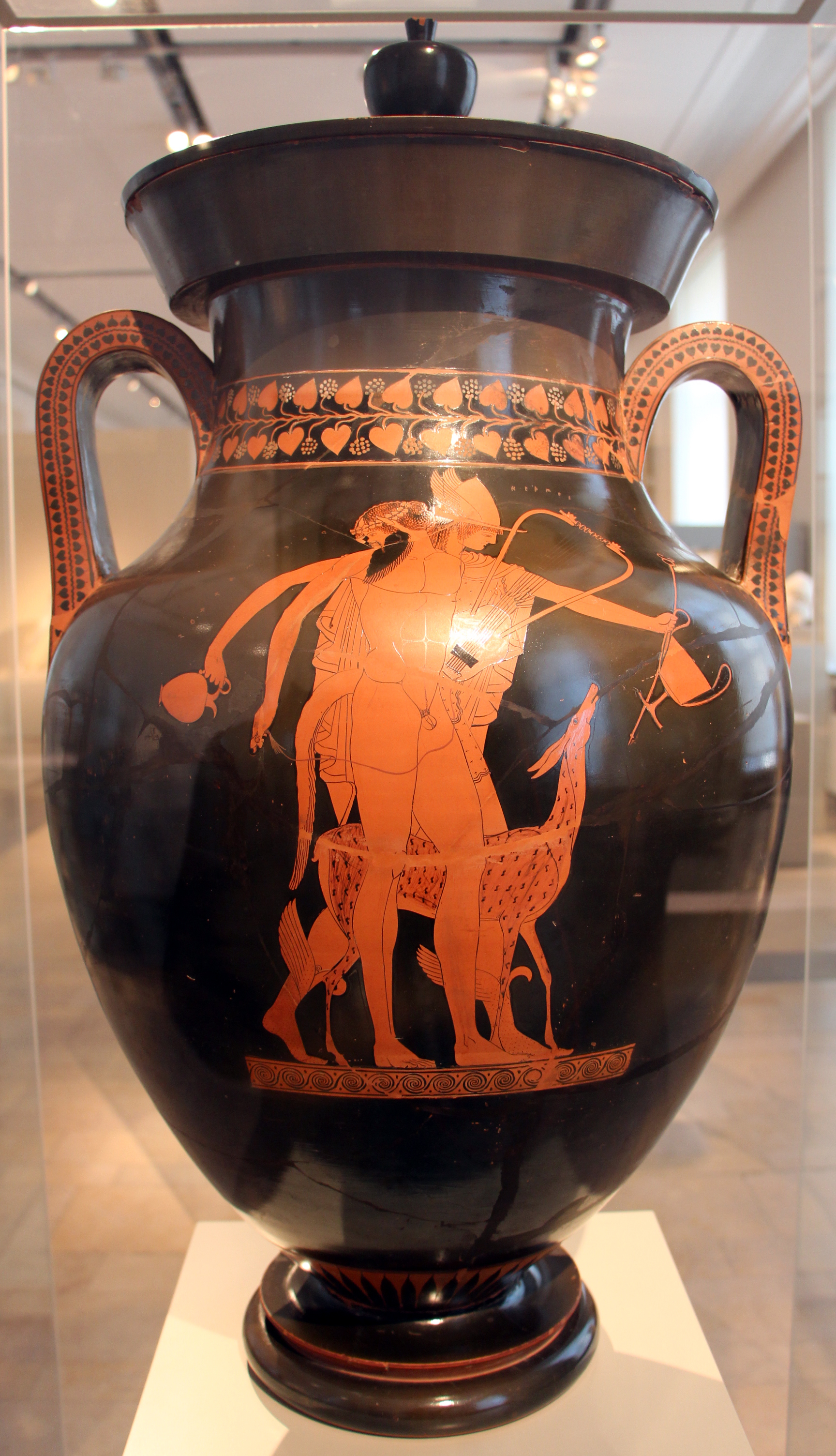
A Berlini festő névadó vázája, i. e. 490 körül

A nagyobb méretű edények festői a Kleophradész-, a Berlin-, és a Pán-festő a késő archaikus kor legtehetségesebb vázafestői voltak. A Kleophradész-festő (i. e. 510 – 475) az azonos nevű fazekasról kapta a nevét. Feketealakos és vörösalakos technikát egyaránt alkalmazott, amforákat, hüdriákat, kehely-kratéreket és pelikéket díszített. Feltehetően az Úttörők körében tanult. Legkedveltebb témája a Trójai háború volt és annak utóhatásai, valamint a Dionüszosz kapcsolódó ábrázolások. Egy Párizsban őrzött kehely-kratéren Héphaisztosz visszatérését festette meg, egy Münchenben található figyelemre méltó nyakamforáján Dionüszosz és kísérete jelenik meg. Később panaténaia vázák díszítésére is megbízást kapott, amelyeken védjegyének számított egy Pegazus-ábrázolás Athéné istennő pajzsán. Vörösalakos vázáinak egy része, különösen a panathénaia-vázákhoz hasonló formájú amforái rendkívül egyszerűek, csak egy alak látszik rajtuk alacsony emelvényen, éles kontrasztot alkotva a fekete háttérrel.
Ezt az egyszerűséget tovább fokozta a Berlini festő (i. e. 495 – 465) aki szintén az Úttörők műhelyében tanult. Névadó vázája egy Berlinben őrzött fedeles amfora, rajta három egymást részben eltakaró figurával (Hermész, egy szarvas és egy szatír). Ő díszítette az eddig ismert legkorábbi, talp nélküli harang-kratéreket is. Jelentős alkotása egy Párizsban található amfora, egyik oldalán a menekülő Ganümédésszel, a másikon az őt üldöző Zeusszal. A Berlini festő nyakamforákat is díszített, néhány közülük csavart fogóval rendelkezik. Ezen kívül úgynevezett Nolai amforákat, (kisméretű, kezdetben két később három fogóval ellátott nyakamforák, nevüket fő lelőhelyükről kapták), panathénaia-amfora jellegű edényeket és valódi panaténaia-amforákat is festett. Figuráit vagy alacsony vonalra vagy üres térbe helyezte mintha reflektorfényben állnának.  

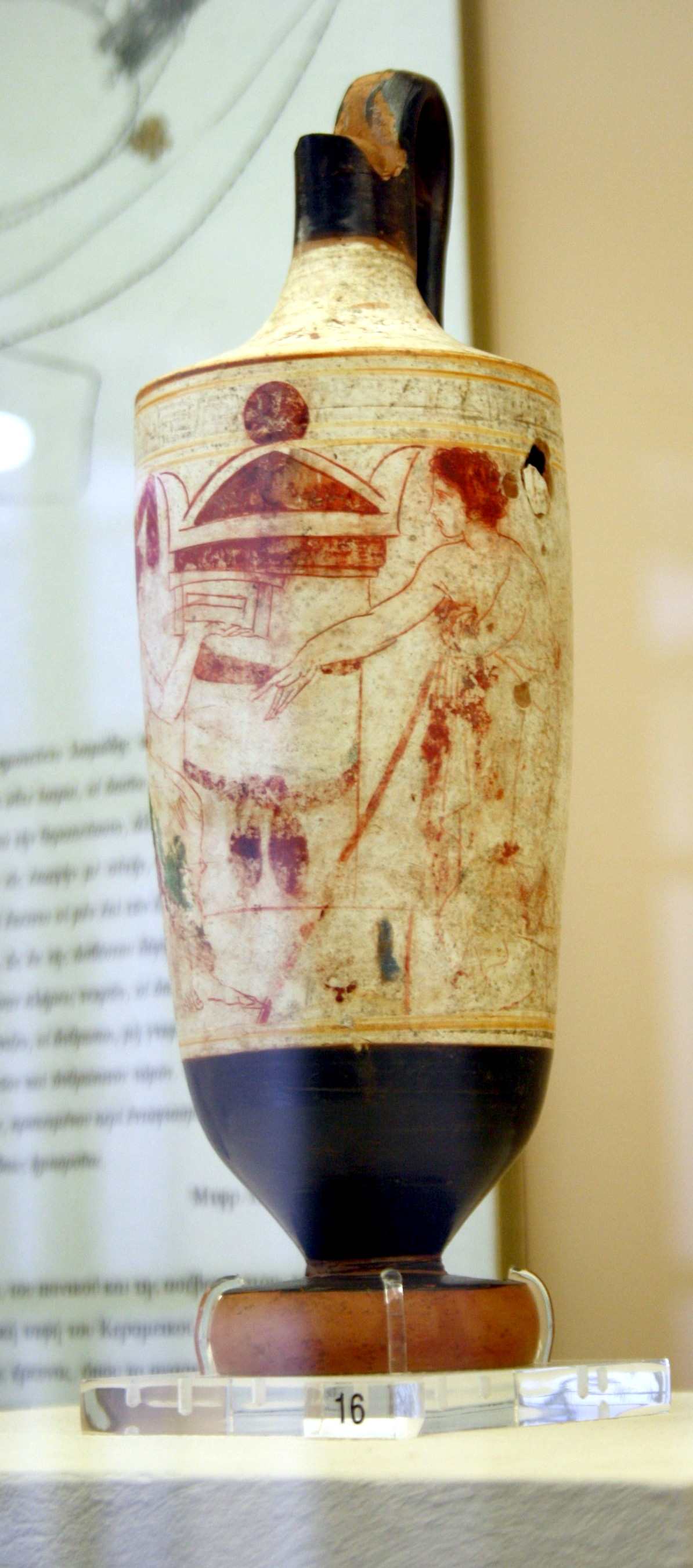
Fehér hátterű lékhütosz vörösalakos technikával díszítve

A kor jelentős manierista festője volt a Pán-festő aki Müszon (i. e. 500 – i. e. 480) legjobb tanítványa volt. Az i. e. 480 és 460 között aktív festő névadó vázája egy Bostonban található harang-kratér amin Pán egy pásztort üldöz. Müszon alapította azt a manierista stílusban alkotó műhelyt, amely egészen az i. e. 4. század végéig virágzott. Egy az athéni Akropoliszon felajánlott oszlop-kratért fazekasként és festőként is szignált. Műhelyében dolgozott a Leningrád-, az Agrigento-, a Nauszikaá- és a Hepaisztosz- festő is. A manieristák legtöbbször nagyméretű edényeket, oszlop-, és harang-kratérokat, pelikéket és hüdriákat díszítettek. Munkájuk során a késő archaikus kor díszítőelemeit alkalmazták idejétmúlt témáikhoz, például a részletes drapériaábrázolást és a képek panelba való elhelyezését.

### A következő generációk
Az Akhilleusz-festő aki feltételezhetően a Berlini festő tanítványa volt nevét a Trójai háború hősének egy visszafogott ábrázolásáról kapta. Főleg nyakamforákat és léküthoszokat díszített, köztük legszebbek a fehér hátterű temetési léküthoszok. Valószínűleg a Berlini festő tanította az i. e. 470 és 445 között aktív Niobida-festőt is, utóbbi névadó vázája egy kehely-kratér Párizsban, rajta a Niobidák megölésével. A több sávban ábrázolt kompozíciót valószínűleg egy mára már elveszett nagyméretű festmény ihlette. A Niobida-festő szorosan együttműködött az Altamira-festővel. A műhely kiemelt figyelmet fordított a Dionüszosz-kultuszra, díszes volutás kratéreket és  kehely-kratéreket gyártottak. A munkát Polignotosz folytatta (i. e. 460 – 420), aki festőként hat vázát szignált és számos követőt gyűjtött maga köré. A műhelyben ekkor nagyméretű tárolóedények sztamnoszok, amforák, kratérek, pelikék, hüdriák készültek. Ennek hagyományát a Kleophón-festő vitte tovább (i. e. 440 – 410), aki egy Szentpéterváron őrzött sztamnoszon látható feliratról kapta nevét. Az ő tanítványa volt a Dinosz-festő, aki először alkalmazta a virágos stílust epikus jelenetekkel, bonyolult drapériákkal, és nagyméretű fehér felületekkel.
Ennek az új stílusnak legismertebb képviselője a Meidiasz-festő (Meidiasz egy Londonban található hüdriát szignált fazekasként), aki i. e. 420 és 400 között volt aktív. Műhelyének vázái feltehetően nők és a háborúkba belefáradt férfiak számára készültek mivel festett díszítésük ünneplő nőket, idillikus jeleneteket és békés mitológiai témákat (például a Heszperiszek kertjében ülő Héraklész) ábrázolnak. I. e. 530 körül az alkotók új technikával kezdtek el kísérletezni. Néhányan fekete háttérre hozzáadott színekkel (fehér, vörös) festették meg figuráikat és bekarcolták a részleteket. Ez az úgynevezett Six-technika, amit a jelenséget elsőnek leíró kutatóról neveztek el.
Mások a vázákat, főleg a léküthoszokat fehér festékkel borították be, hogy nagyobb legyen a kontraszt az alakok és a háttér között. Ez a technika i. e. 525 körül terjedt el. A korai példányokat még ugyanazokkal a témákkal díszítették mint az egykorú feketealakos edényeket, majd miután a vörösalakos technikát fehér háttérre kezdték alkalmazni jelentősen megnőtt a nőket és a otthoni jeleneteket ábrázoló edények száma. Megváltozott felhasználási módjuk is. Még jelentős részüket továbbra is sírvázának használták, de már dísztárgyként is vásárolták. Később i. e. 460-tól viszont már szinte csak temetéssel kapcsolatos funkciókat (sírmelléklet, áldozati edény) töltöttek be. Az ábrázolt témák közé tartozik a halott a ravatalon, a halál mitológiája, Kharón és a Sztüx folyó, az alvás és a halál megszemélyesítése, a hozzátartozók látogatása a sírnál stb.
Az i. e. 4. század folyamán a vázák magasabbak és vékonyabbak lettek, kiöntő nyílásuk egyre szélesebbé vált. Ekkor a leggyakoribb téma a griffek csatája volt az Arimaszpokkal, A kor legtehetségesebb festője a Marszüasz-festő lehetett, vázáinak jelentős részét Kercsben találták meg. Az itt feltárt edények jellegzetességei a hozzáadott színek használata, (köztük az agyagedényeken nem szokványos kék és zöld) és a dombormű-jellegű alakok.  A legutolsó vörösalakos technikát alkalmazó vázafestők az i. e. 4. század utolsó harmadában kezdtek tevékenykedni de nem sokkal később megszűnt az athéni vörösalakos vázák gyártása.

## Edényformák

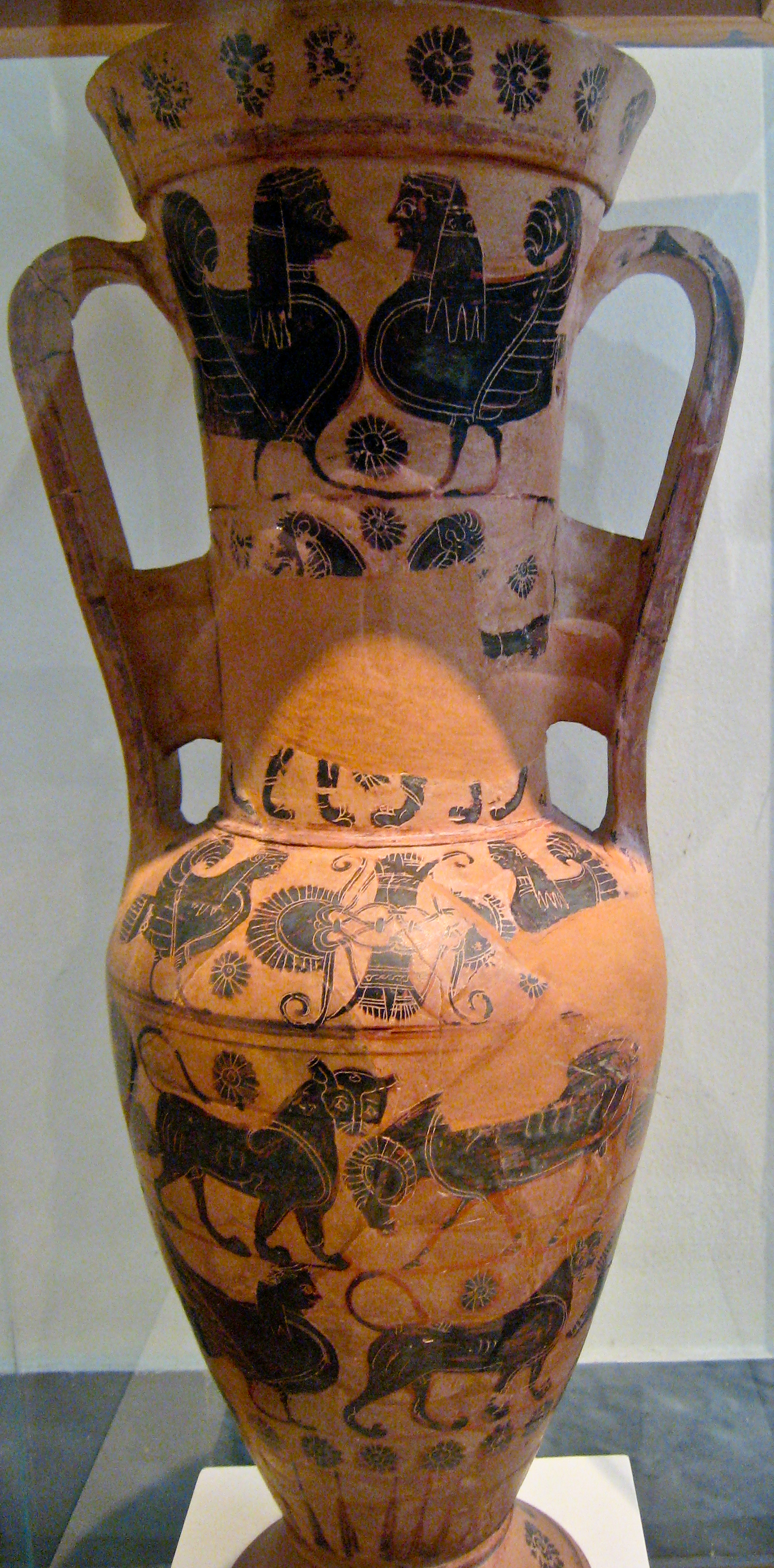
Lutrophorosz, Szophilosz alkotása, i. e. 580 körül, Athén

Az athéni fazekasok viszonylag kevés edényformát készítettek. Az összes edényformát megtalálták görög és idegen sírokban, és legtöbbet áldozati tárgyként a szentélyekben. A többi felhasználási módjukra csak magukból az edényekből lehet következtetni, mivel szinte nem állnak rendelkezésre egykorú források.
A legtöbb vázaformát már a protogeometrikus időszak óta használták. Lakomákhoz sokféle edényformát alkalmaztak. A két fülével hordozott amforákat  folyadékok, olaj, bor és szilárd anyagok tárolására készítették az i. e. 7. század utolsó harmadától.  A széles szájú kratérekben vizet és bort vegyítettek. Legrégebbi típusa az i. e. 6. század elején megjelent, korinthoszi prototípusokat utánzó oszlop-kratér. Itáliai területeken és Szicíliában gyakran használták temetési mellékletként is.  Ezt követte körülbelül. i. e. 575-től a voluta-kratér, az Exékiasz által kifejlesztett kehely-kratér és az i. e. 5. század elejétől gyártott harang-kratér. A különösen Etruriában népszerű, emelvényen álló, fogó nélküli kerek dinoszokat és sztamnoszokat szintén italvegyítéshez használtak. A két fogóval szállításra, másik két fogóval kiöntésre ellátott hüdriákat víz szállítására és tárolására használták.
Változatos formájú ivóedényeket gyártottak: alacsony kétfülű peremes vagy perem nélküli csészéket, kétfülű, mély szküphoszokat, hosszú függőleges fogóval ellátott kantharoszokat, valamint ember-, vagy állatfej alakú vázákat. Az oinokhoékat a bor kitöltéséhez alkalmazták. Kisméretű, széles szájú, keskeny nyakú edényekben (férfiak számára arüballoszokban, nők részére alabasztronokban és léküthoszokban) drága, illatosított olajakat tároltak.
Számos edényformát rituális célokra készítettek. Például lapos talpú háromkaréjos kiöntőnyílású korsókat egy Dionüszosz kultuszához kötődő szertartáshoz használtak. Az i. e 6. század elejétől gyártott magas, két hosszú, függőleges fogóval ellátott lebész gamikoszok esküvőkön kaptak szerepet, míg a lutrophoroszokat (karcsú edények magas, vékony nyakkal és széles kitöltőnyílással) esküvőkön és temetéseken is használták. Ez utóbbiakat vagy esküvői vagy temetési jelenetekkel díszítették. Ezeken kívül a sportversenyek győzteseit olajjal töltött panathénaia-amforákkal jutalmazták.

## Ikonográfia
A mitológiai témák i. e. 680 körül jelentek meg a Polüphémoszt megvakító Odüsszeusz történetével. Egy protoattikai vázafestő egy Eleusziszban feltárt amfora nyakára festette a jelenetet. Majdnem ezzel egy időben egy attikai festő a kentaurral harcoló Héraklészt ábrázolta. Az orientalizáló kor másik kedvelt témája volt a Perszeuszt üldöző gorgók. Az archaikus korban Héraklész története, különösen feladatainak megjelenítése lett az abszolút favorit, főleg harca az oroszlánnal. Dionüszosz az i. e. 6. század elején lépett színre. Ekkor ő volt a legkedveltebb figura  főleg a lakomákhoz (szümposzionok) való kapcsolódása miatt. Az istenek és hősök ekkor még nem teljesen kiforrott formában láthatók, az i. e. 6. század első harmadában szerezték meg attribútumaikat.

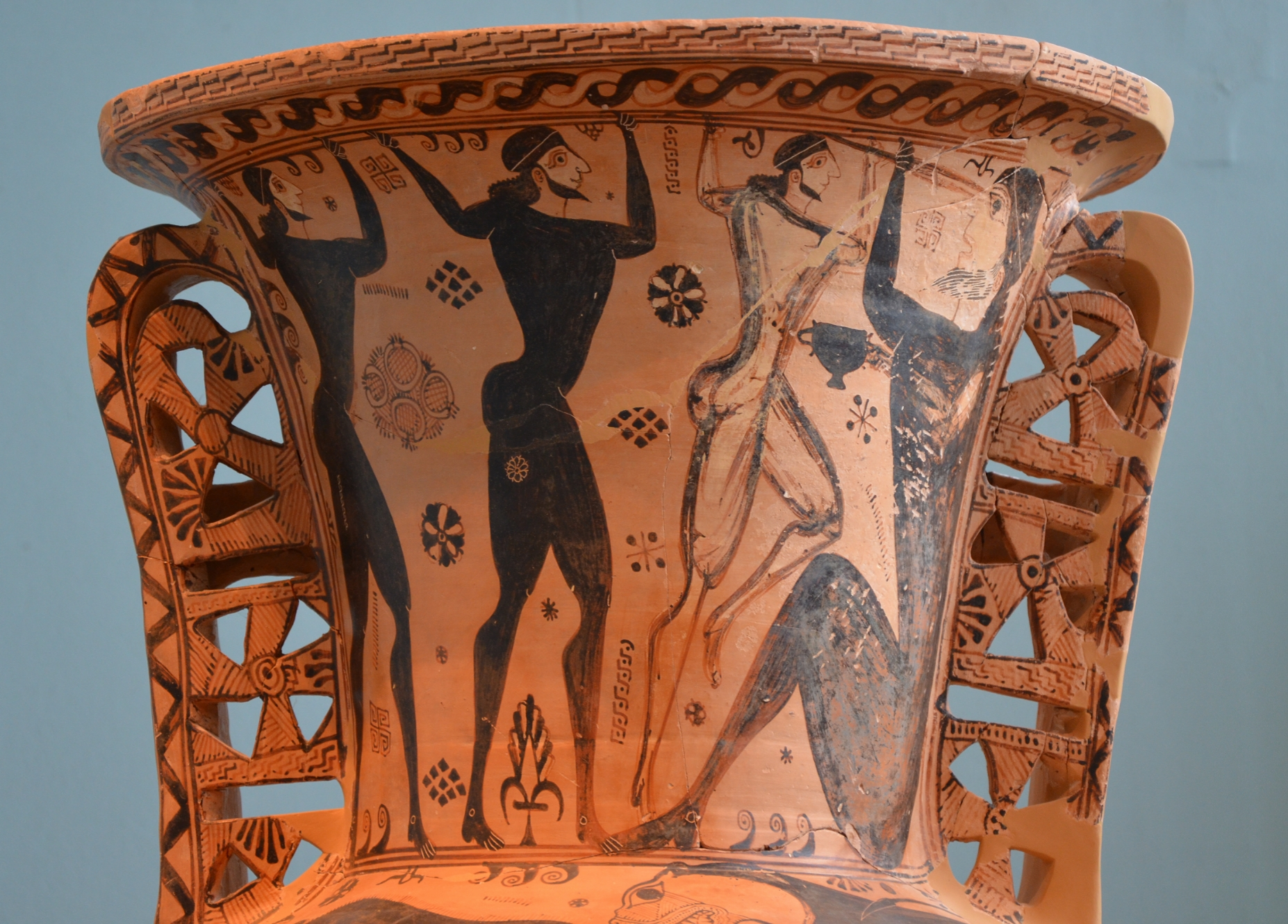
Odüsszeusz megvakítja Polüphémoszt, Polüphémosz-festő, Eleuszisz régészeti múzeuma

A jelenetek hagyományosan három csoportra oszthatók, az istenek, a hősök és a mindennapi élet ábrázolásai. A témakörök nagy vonalakban a Siana-csészék idejére kristályosodtak ki. Ezek a mindennapi élet nyilvános jelenetei, lakomák és atléták (ez utóbbi két téma az arisztokráciához köthető), Héraklész feladatai, a Trójai háború és következményei, és az istenábrázolások, köztük a leggyakoribbak Dionüszosz és Athéné (főleg a születése).
Mindennapi jelenetek, (főleg az athéni nő életének bemutatása) ritkán látható i. e. 500 előtti képeken és gyakran rituális célra használt edényformákon, például lutrophoroszokon valamint epinetronokon (kártolás közben a nők lábát védő agyagforma) jelennek meg. A hüdriákat gyakran díszítették kútháznál álló nőalak képével. Feleségek és prostituáltak ábrázolása erszényt tartó férfialakkal a vörösalakos időszakban hirtelen nagyon gyakorivá válik. Az i. e. 5. század közepétől a festők női megrendelőik részére a hozzájuk kapcsolódó kultuszokat, békés mitológiai jeleneteket és kerteket kezdtek ábrázolni.
Héraklész „kiment a divatból” és Thészeusz vált a vázafestők kedvenc témájává. Az életképekben műhelyek, üzletek is felbukkannak valamint a színház szatírák és komédiák esetében jelmezbe öltözött színészekkel. A tragikus jeleneteknél hiányoznak a megszokott színházi kellékek. I. e. 500 körül a korai halál megtestesítőjeként embereket üldöző istenek és istennők váltak divatossá, körülbelül egy generációnyi időre. Halottkultuszhoz való kötődésük miatt számos ilyen vázát tártak fel nyugati görög kolóniák temetőiben. A perzsa háborúk inspirálták a Trójai háború ábrázolásait és Pán istenét aki elképzelésük szerint a marathóni csatában segítette őket.
Az i. e. 4. században a festők nagy mennyiségű hozzáadott színt használtak és tovább folytatták a békés mitológia jelenetek festését. Az új, dél-orosz és távoli nyugati piacok hatására új képek jelentek meg, például griffek és az arimaszpok küzdelme, görögök és amazonok csatája. Később a figurális díszítés hanyatlásával érezhetően megnőtt az egyszínű mázzal borított, sokszor kifejezetten elegáns formájú edények száma.

## Felhasználás és kereskedelem

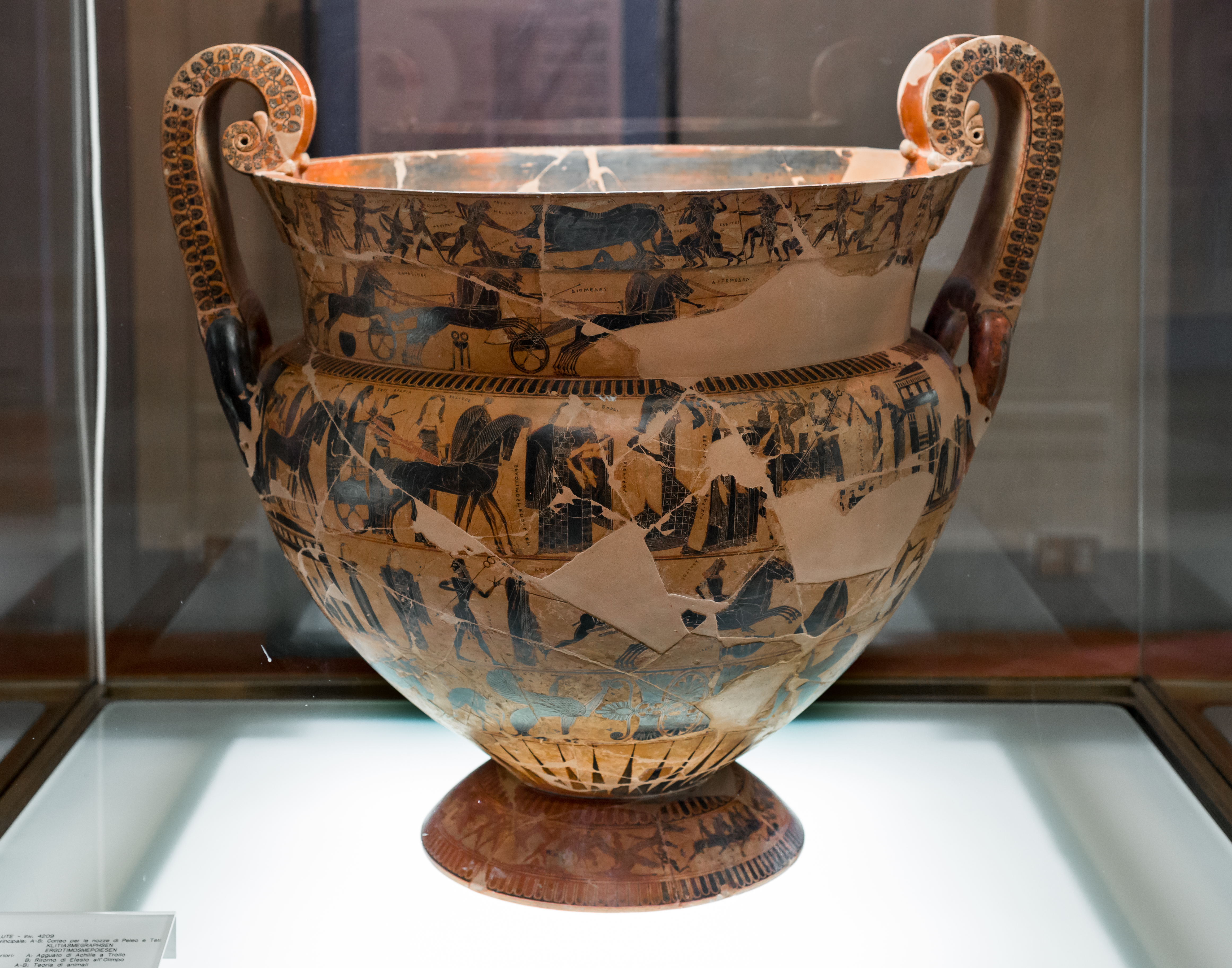
Az etruszk területen, Chiusi környékén előkerült François-váza, i. e. 575-565 körül, Firenze, Museo Archeologico

A vázák kereskedelmének egyetlen bizonyítéka, hogy egy részüknél lelőhelyük távol esik készítési helyüktől, valamint a talpuk alá vésett vagy festett  mesterjegyek amik megkönnyítik készítési helyük azonosítását. Vázákat otthoni használatra, szentélyben való felajánlásra, sírmellékletnek vagy sírt jelző tárgynak készítettek.
Athénban a legszebb vázák egy részét az Akropoliszon ajánlották fel az isteneknek, de úgy tűnik ez a szokás a késő archaikus kor végén megszűnt feltehetően az egykorú történelmi események miatt. A temetőkben, különösen a Kerameikosz-temetőben számos nagy és kicsi protogeometrikus, geometrikus és protoattikai vázát tártak fel. Körülbelül i. e. 500-tól már csak kisebb vázákat, jellemzően léküthoszokat helyeztek a sírokba.
Az attikai vázák ugyanazt az útvonalat járták be, mint a többi árucikk. Már a késő geometrikus vázák is nagyobb utat tehettek meg, mint ami lelőhelyeik alapján feltételezhető, mivel a középső geometrikus kor második feléig az attikán kívüli központok termékei is az itteni edényeken alapultak. Találtak belőlük Ióniában, Cipruson, Hamában (Szíria), Kürénében, a mai Izrael területén, Dél-Itáliában (Calabria) és Szicíliában.
A protoattikai vázák nem terjedtek el ilyen széles körben, a legtöbbet Attikában, az argoszi héraionban találták meg, valamint Aigina szigetén. A protoattikai vázák kisebb területen való elterjedése, viszonylag kisebb számban való megmaradásuk és alacsonyabb színvonalú kidolgozásuk bizonyos fokú gazdasági visszaesésre utal.
A Nesszosz-festő díszítette azt a legkorábbi ismert vázát ami eljutott Etruriába. Majdnem két évszázadon keresztül ez volt az attikai vázák legfőbb piaca, csak Vulciban több mint háromezer darabot tártak fel belőlük. Más fontos lelőhelyek még a kikötőváros Spina (Ferrara közelében) és az etruszk város Felsina. A vázák talpába ütött jelzések elárulják, hogy sok váza kimondottan az etruszk piacra készült. Az etruszkok a legszebb feketealakos vázákat vásárolták meg, és ahogy a vörösalakos technika megjelent az is nagyon hamar népszerűvé vált. Nem sokkal később az athéni vázákat a Dél-Itáliában és Szicíliában letelepedett görögök és helyiek is vásárolni kezdték. Például a tarantói arisztokrácia tagjai nagy mennyiségű csészét vásároltak de az i. e. 6. század elejétől az import csészék száma a töredékére esett vissza.
Az i. e. 6. századtól az attikai vázák az akkor ismert világ jelentős részén elterjedtek, a görög városokban a mai Törökország nyugati partvidékén, Al Minában (Szíria), Naukratiszban (Egyiptom), a kelta területeken (Franciaország, Ausztria) és még Szúzában (Irán) és Meroéban (Szudán) is találtak belőlük. Miután i. e. 474-ben a görögök legyőzték az etruszkokat és meggyengültek a Peloponnészoszi háború miatt az itáliai export összeomlott. Az i. e. 4. században új piacokat találtak Spanyolországban, Franciaországban (Marseille), Dél-Oroszországban, valamint a Krím-félszigeten.